# Emléktáblák Szombathelyen
Szombathely szócikkhez kapcsolódó képgaléria, mely helyi, országos vagy nemzetközi hírű személyekkel, valamint épületekkel, műtárgyakkal, helynevekkel és eseményekkel összefüggő emléktáblákat tartalmaz.

## Galéria

### Emléktáblák

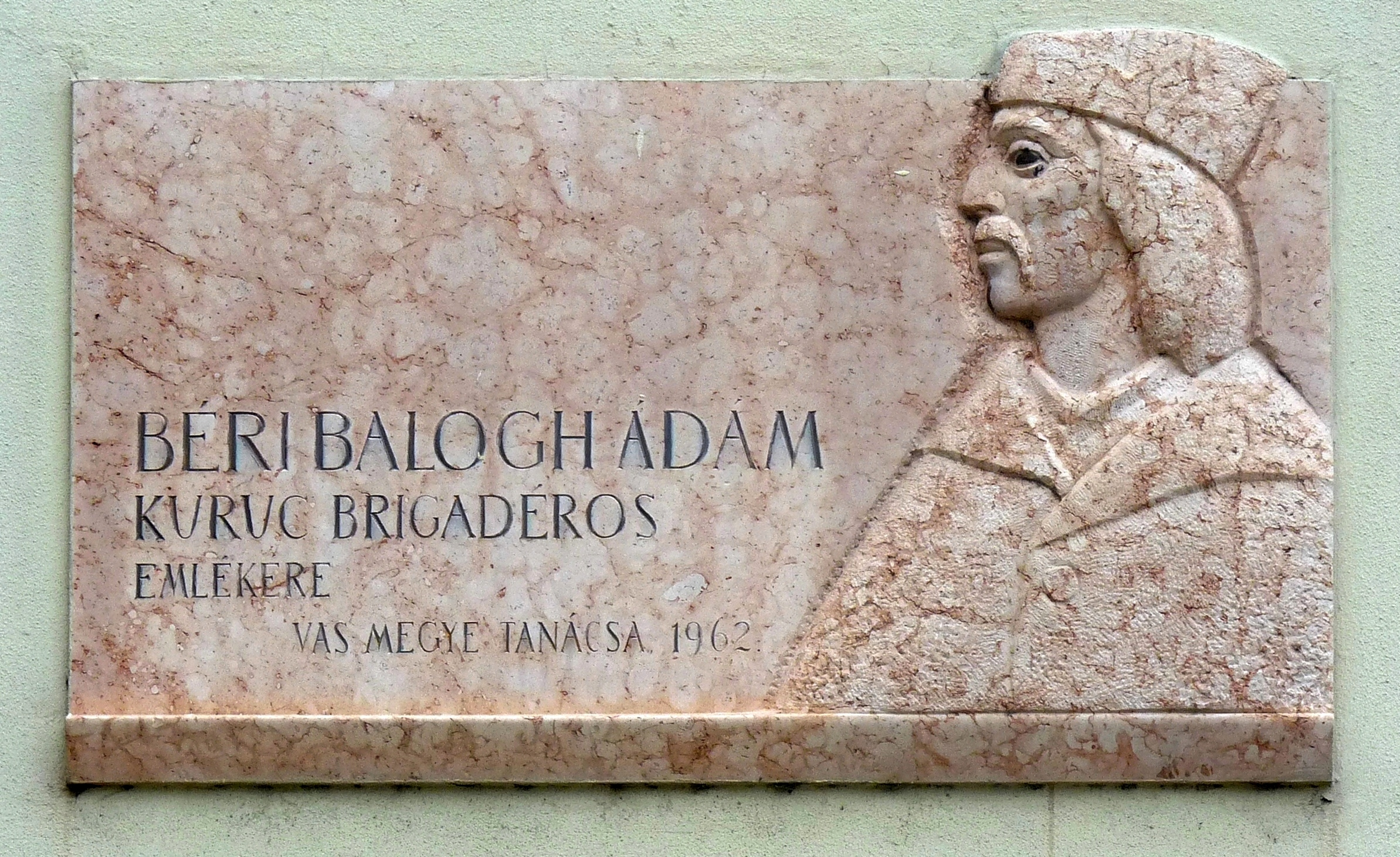
Béri Balogh Ádám Berzsenyi Dániel tér 1. alkotó: Majthényi Károly
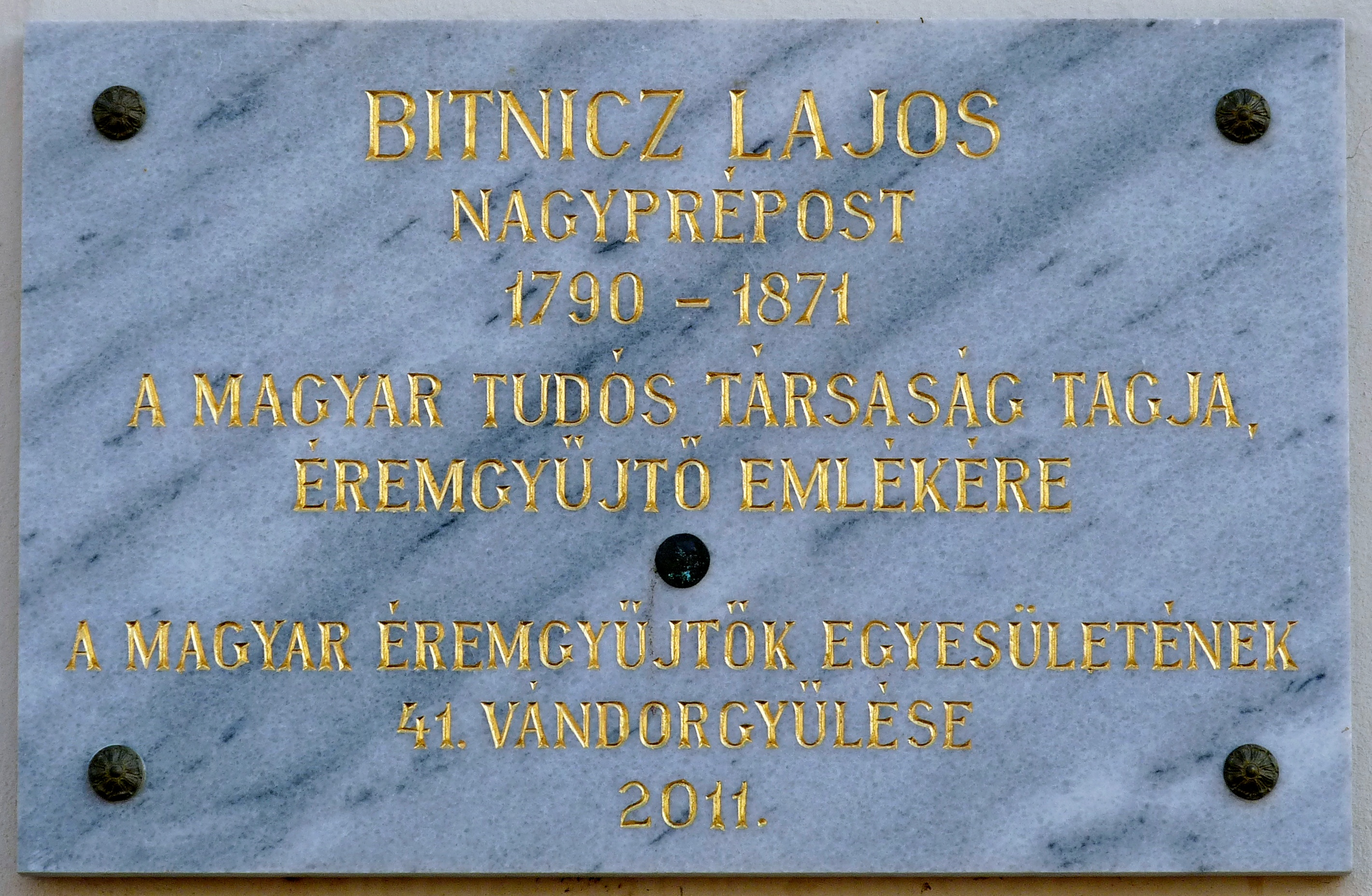
Bitnitz Lajos Szily János utca 2.
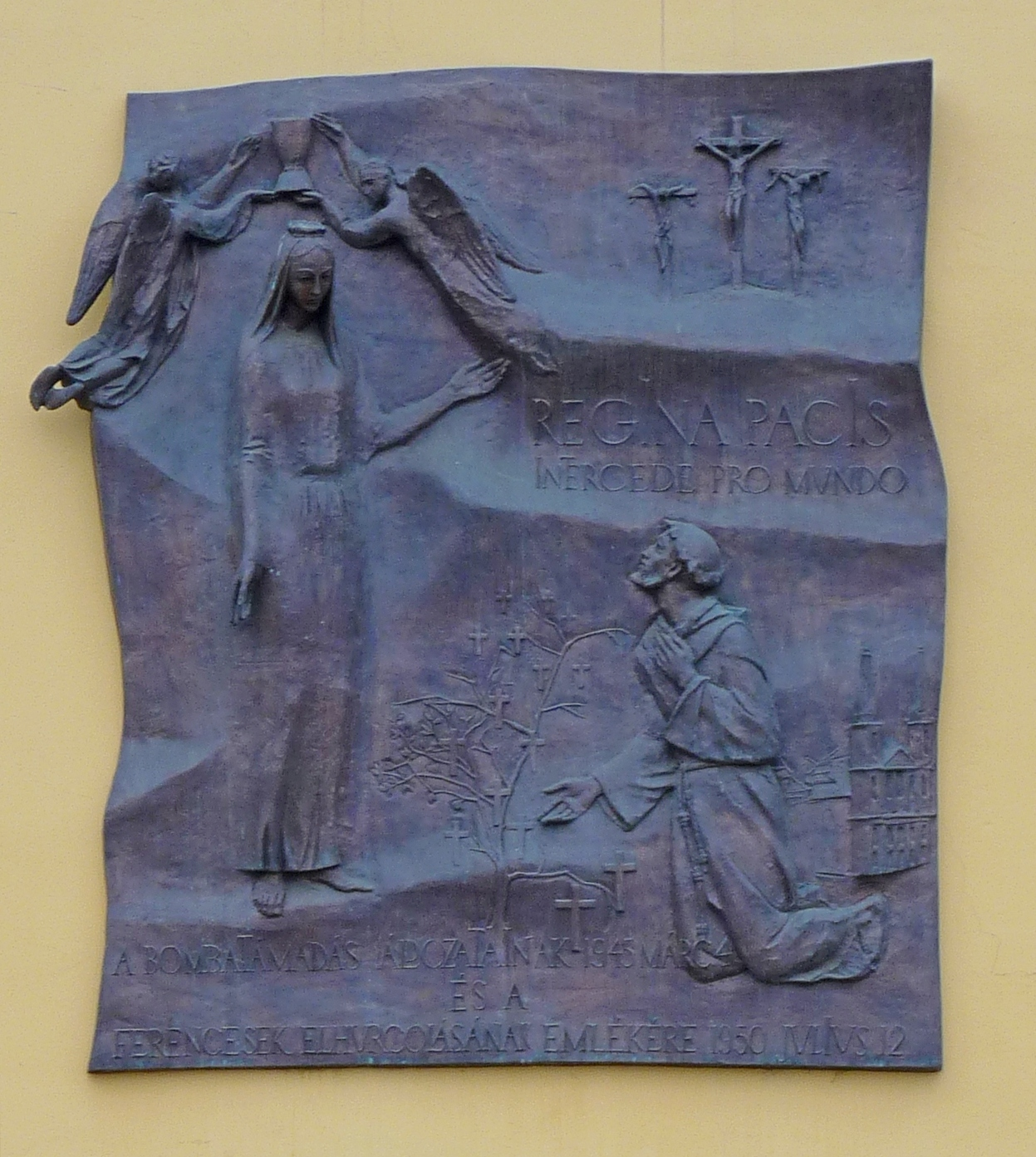
bombázás áldozatai, elüldözött ferencesek Aréna utca 1. alkotó: Kiss Sándor
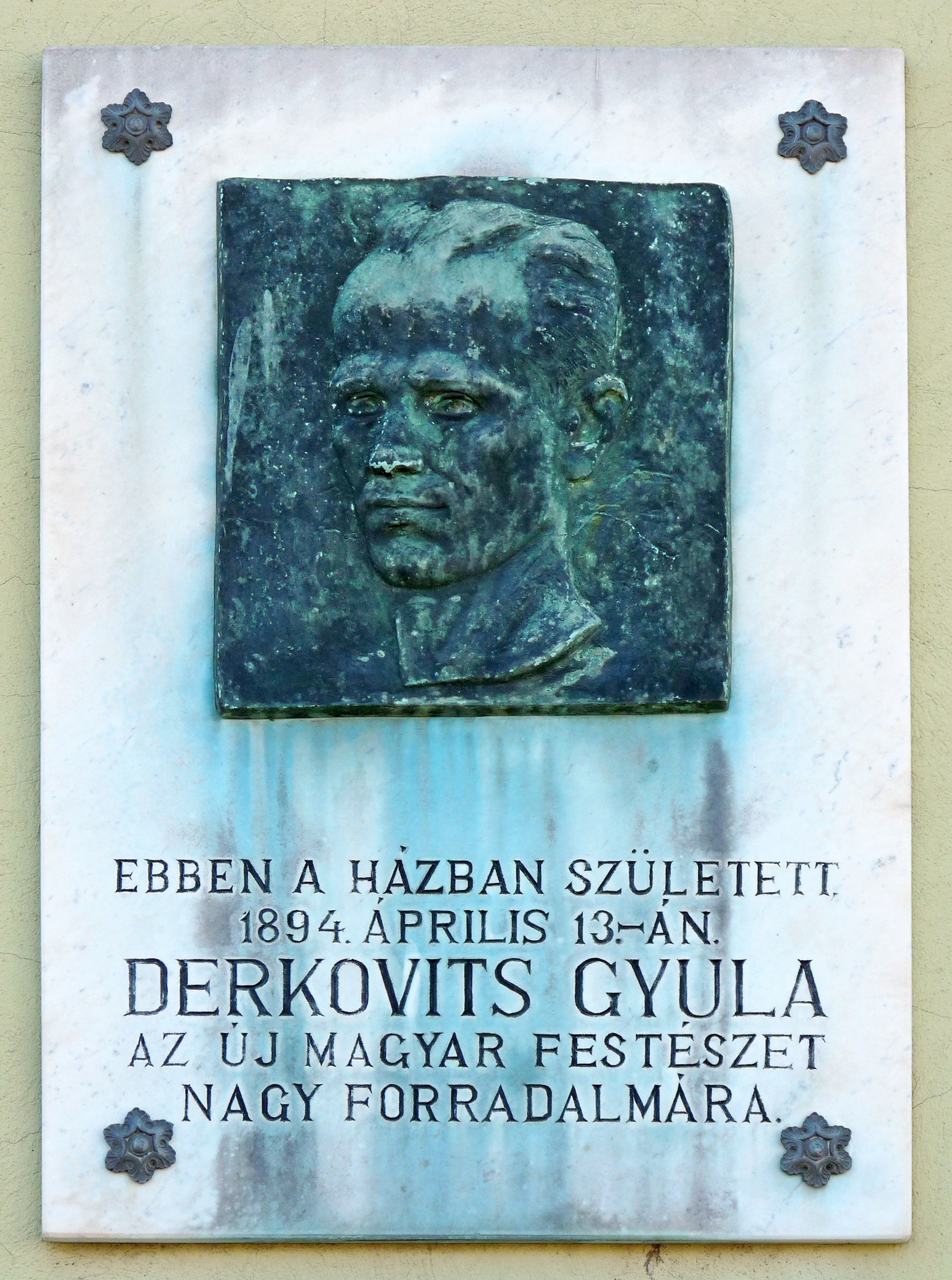
Derkovits Gyula Mátyás király utca 4. alkotó: Farkas János
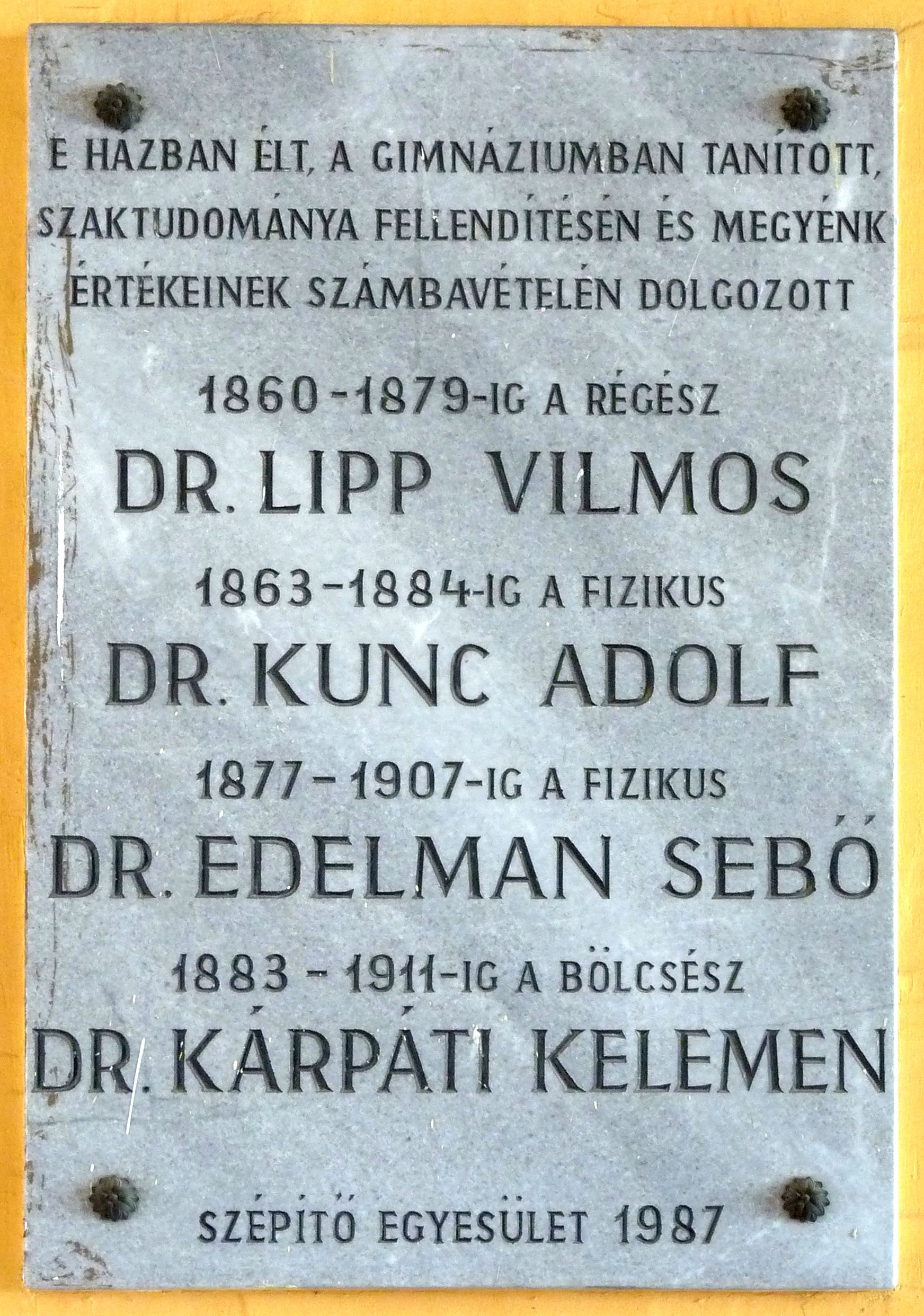
Edelman Benő Széchenyi István utca 2.
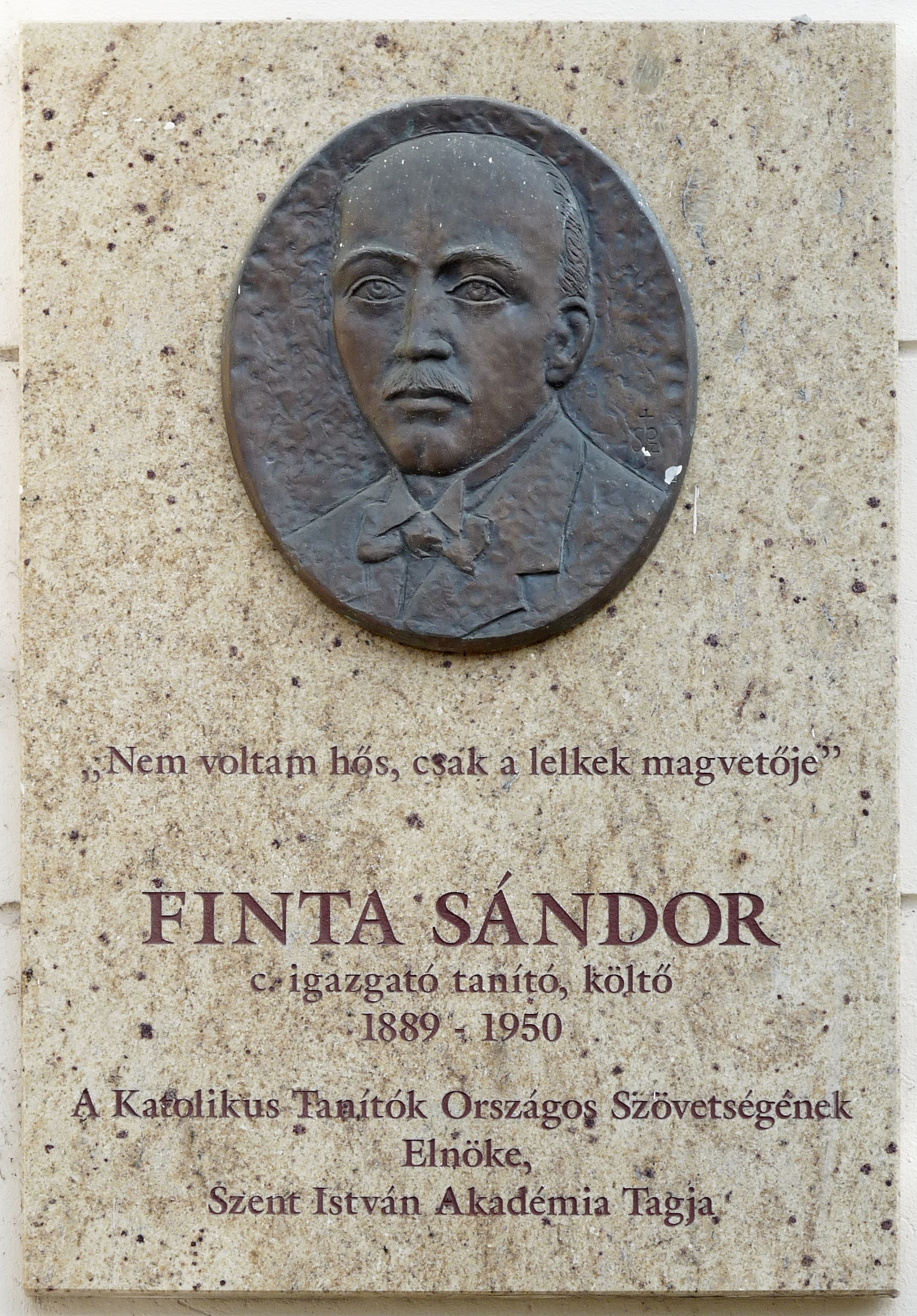
Finta Sándor Hollán Ernő utca 8. alkotó: Szabolcs Péter
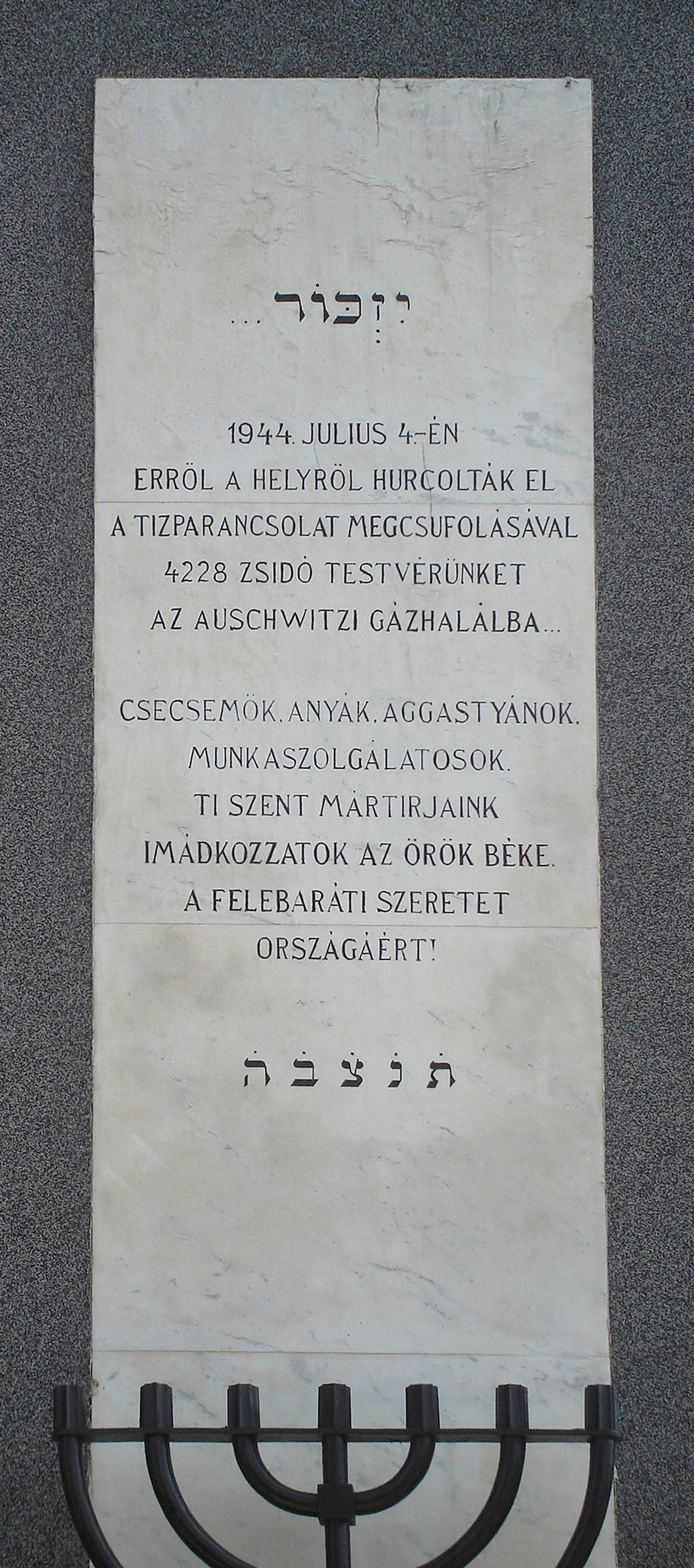
a holokauszt áldozatai Batthyány tér
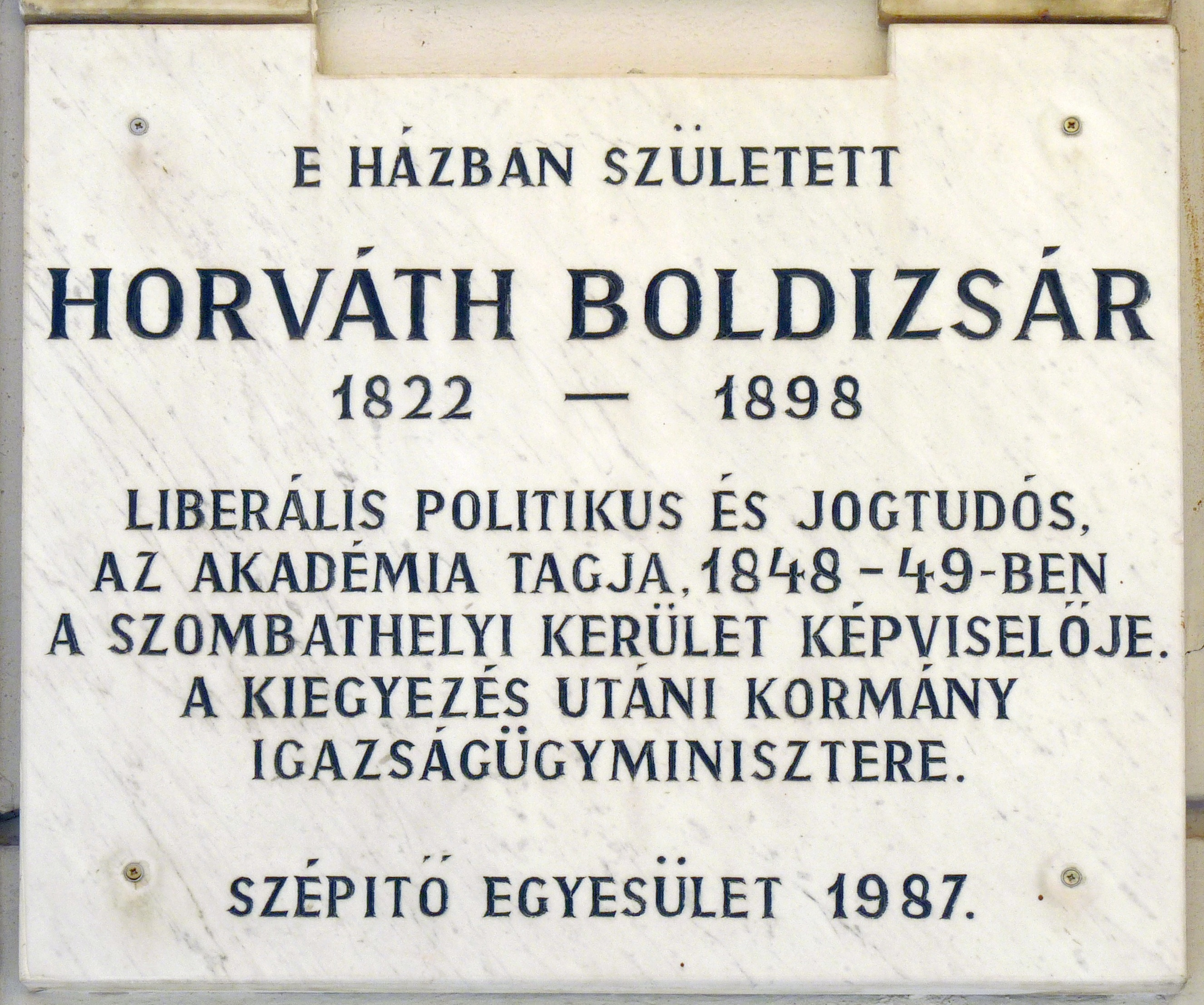
Horvát Boldizsár Fő tér 25.
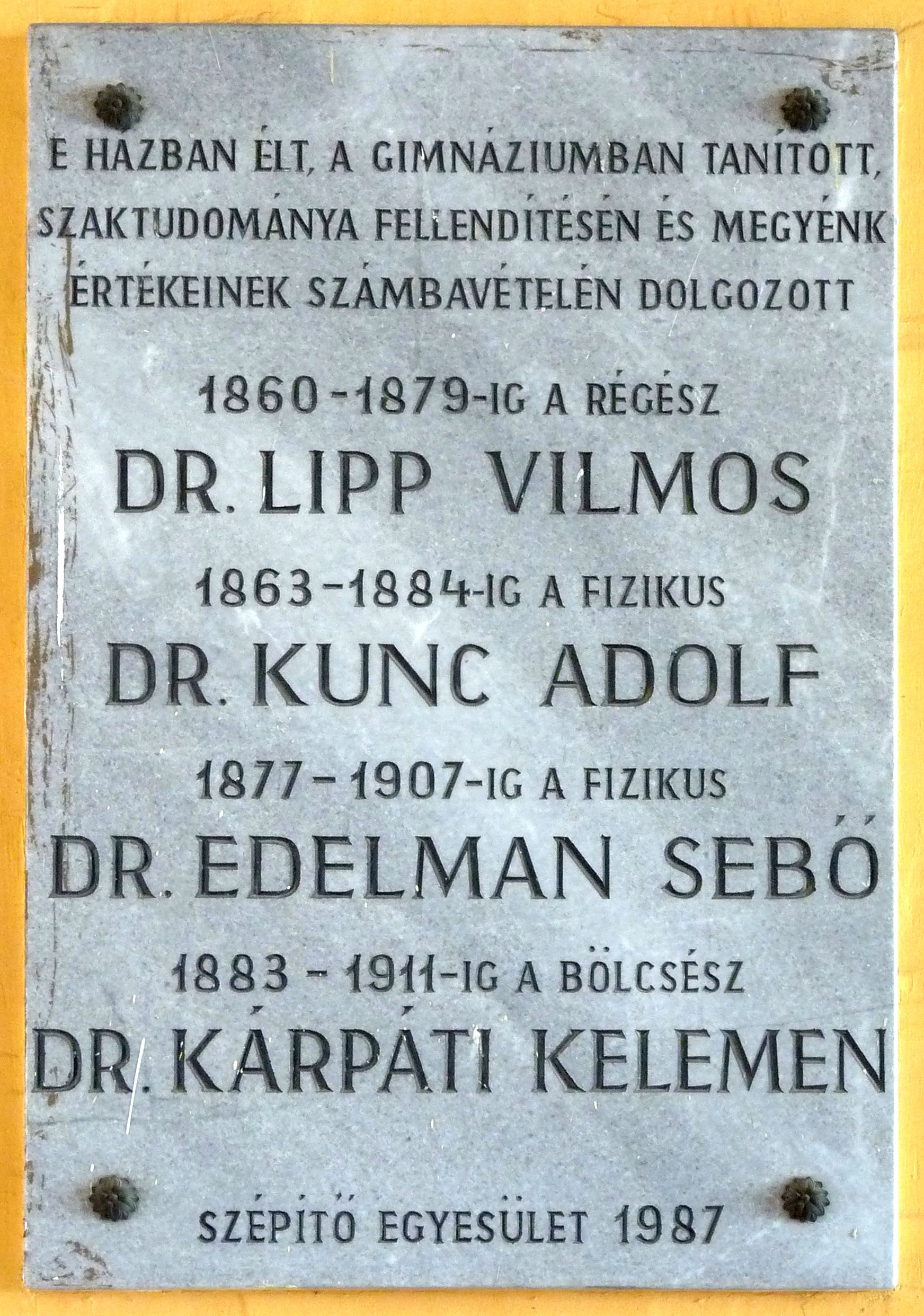
Kárpáti Kelemen Széchenyi István utca 2.
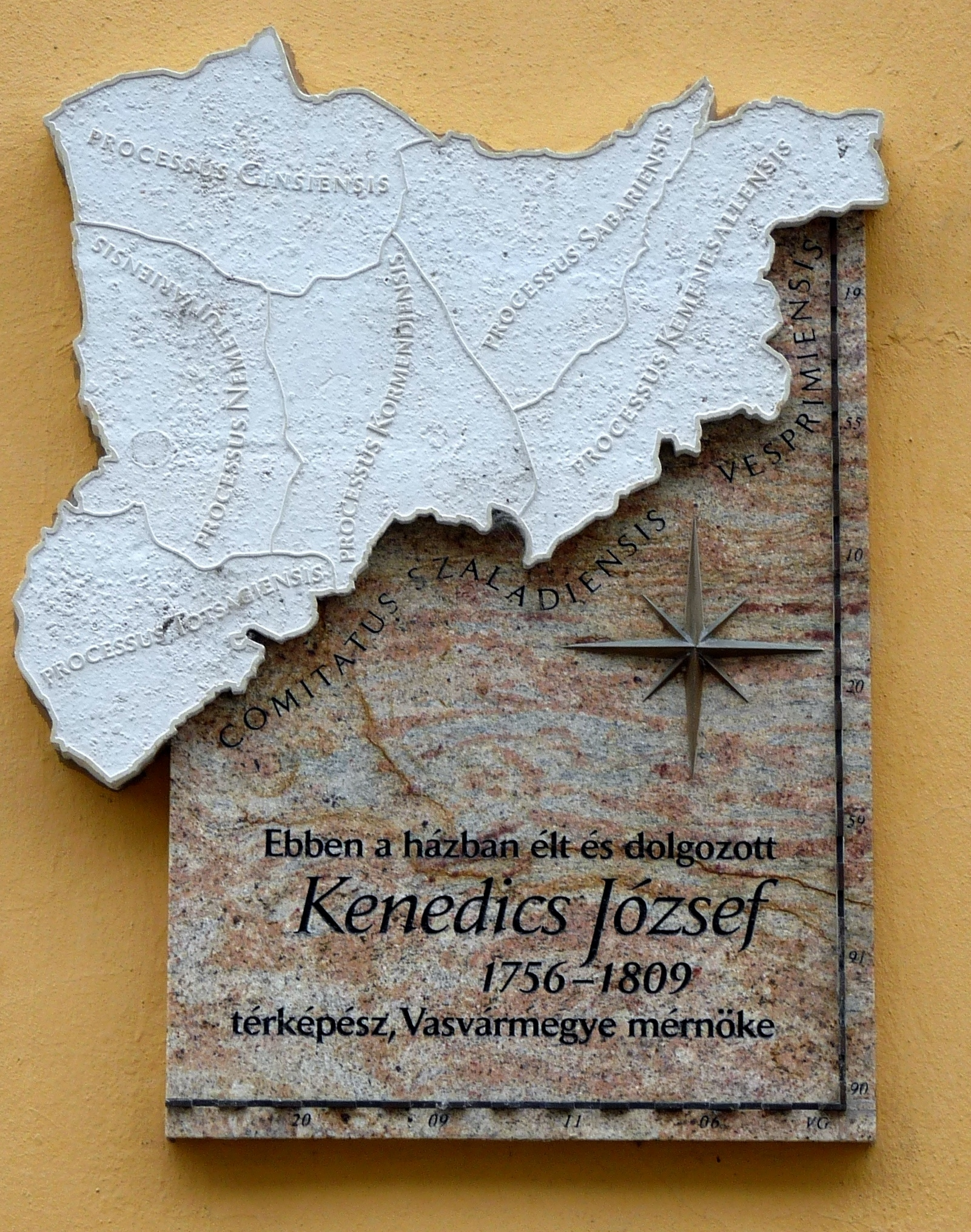
Kenedics József Széchenyi utca 6. alkotó: Veres Gábor
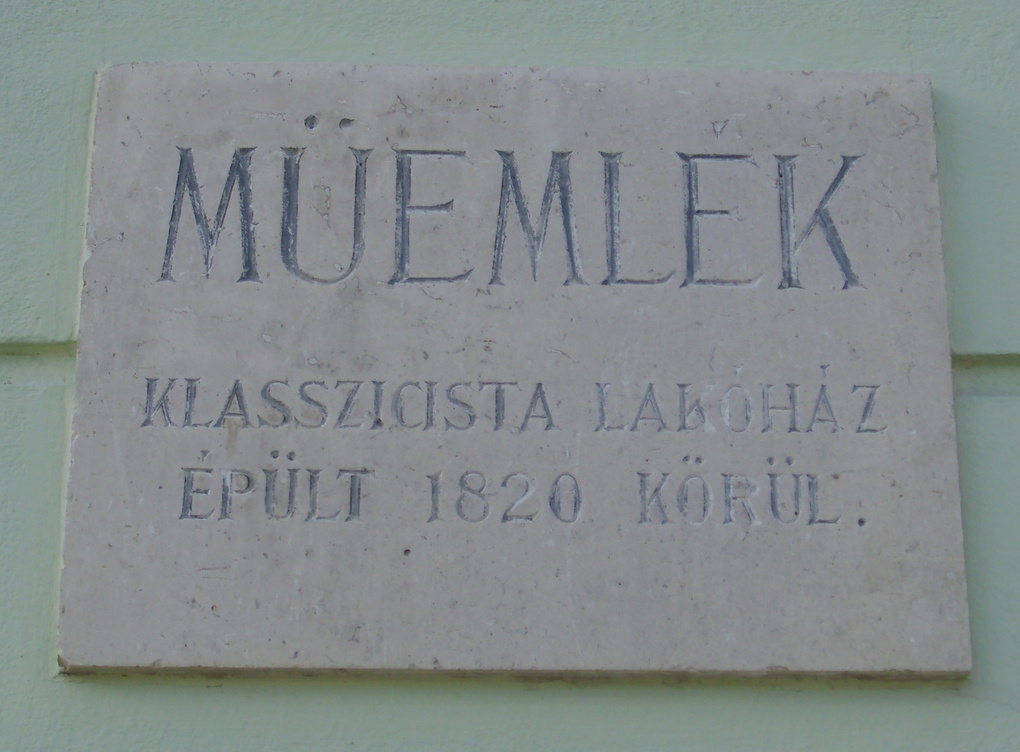
klasszicista lakóház Aréna utca 8.
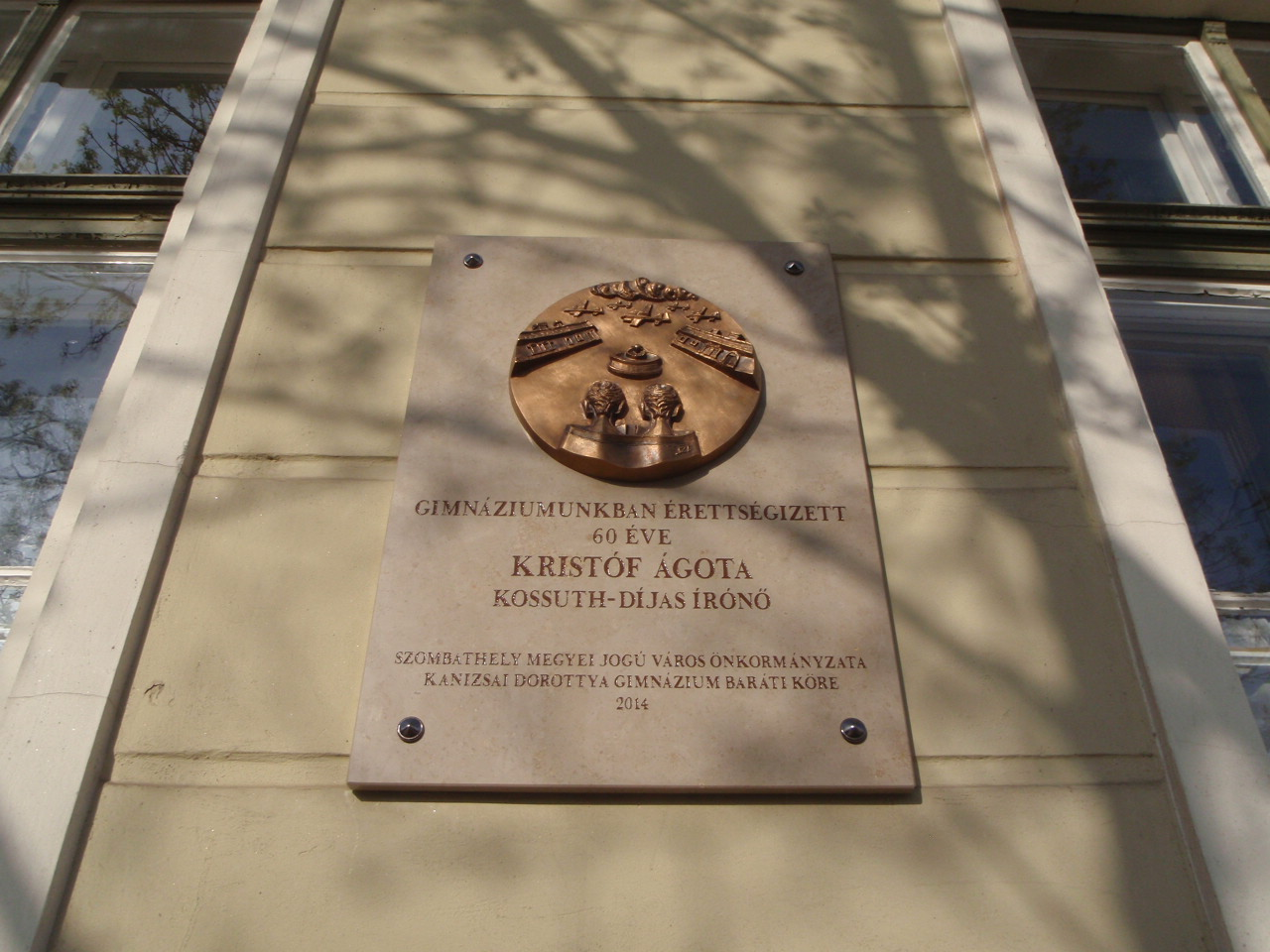
Kristóf Ágota Aréna utca 10. alkotó: Szunyogh László
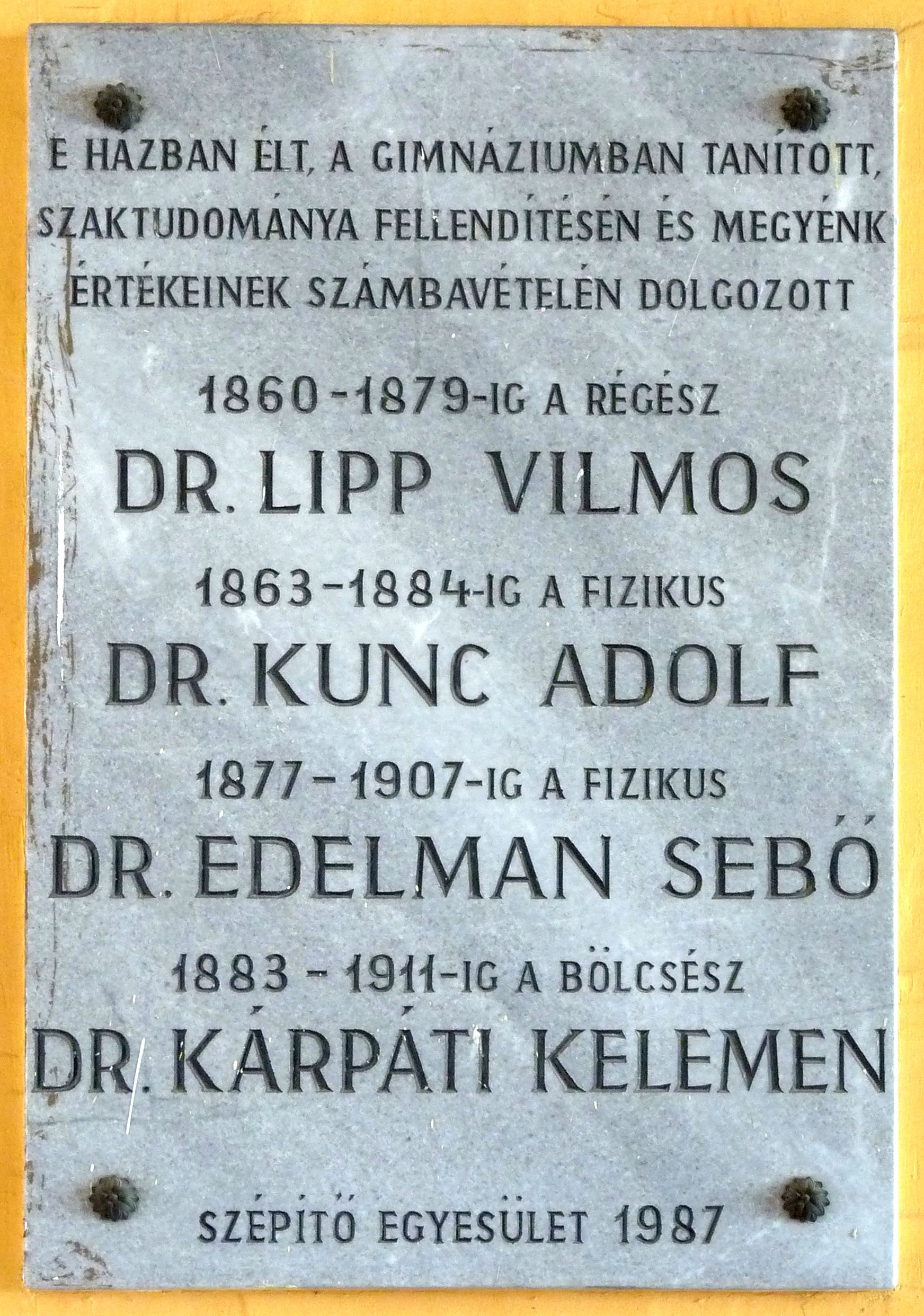
Kunc Adolf Széchenyi István utca 2.
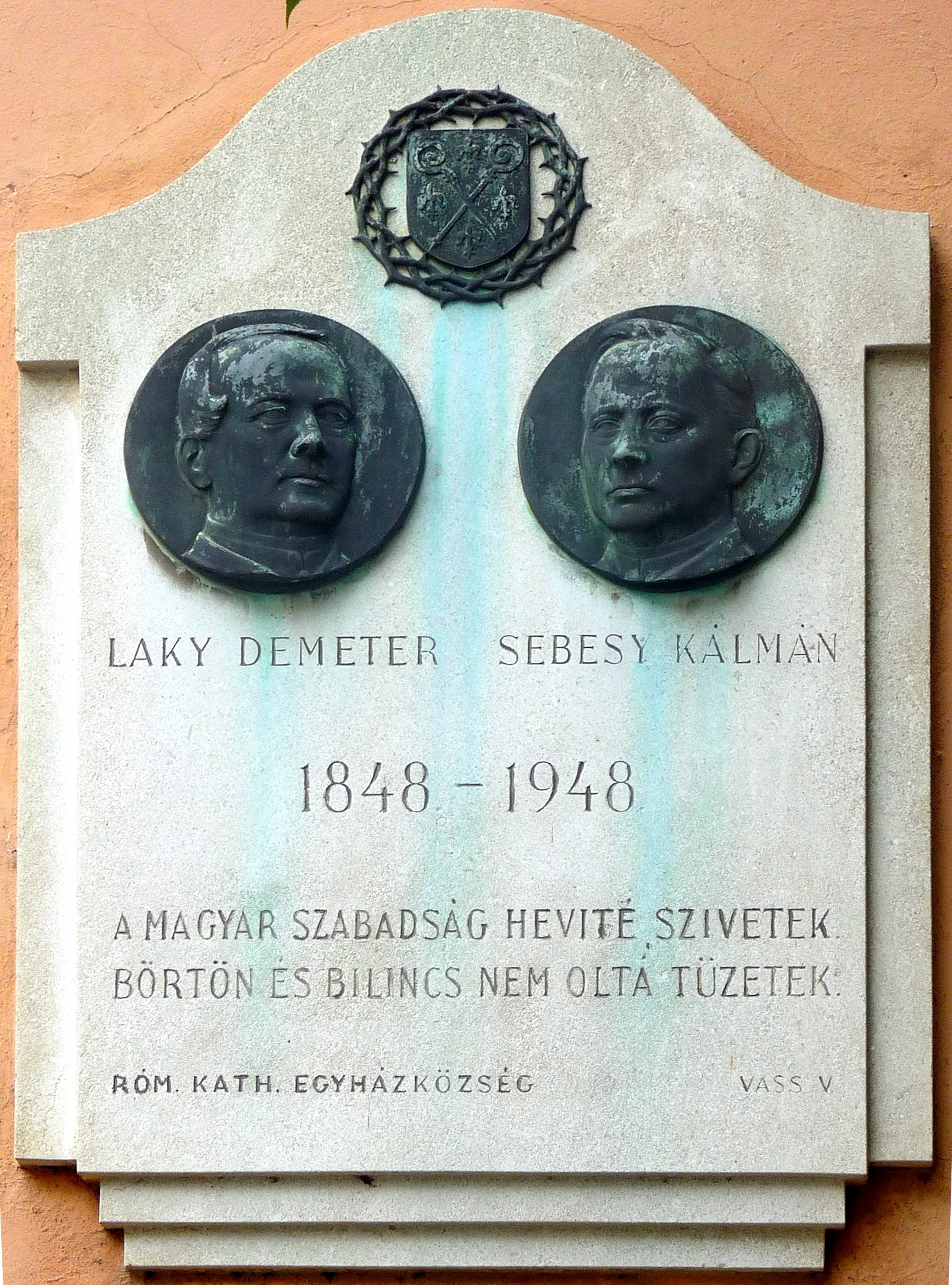
Laky Demeter Hollán Ernő utca 2. alkotó: Vass Viktor
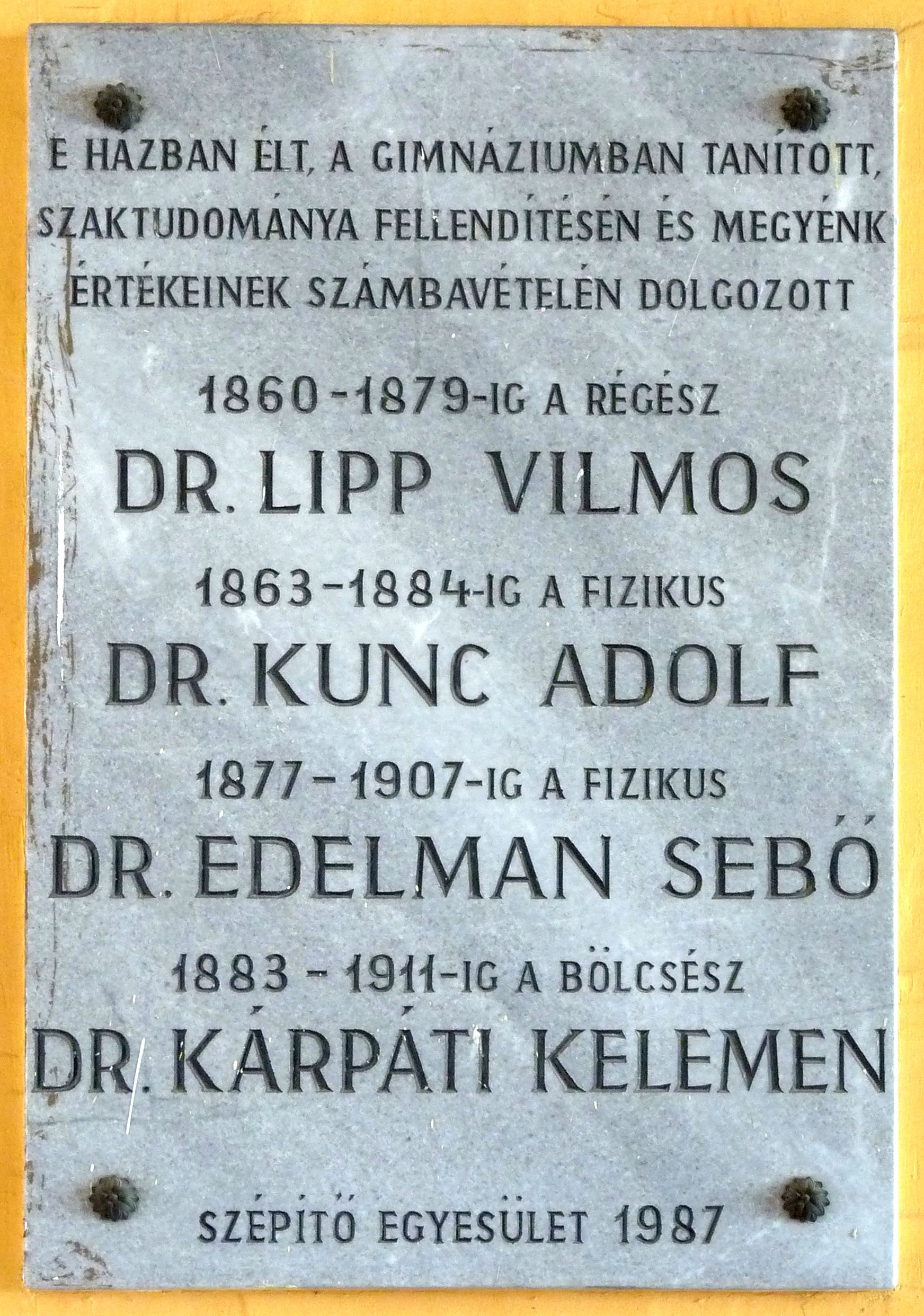
Lipp Vilmos Széchenyi István utca 2.
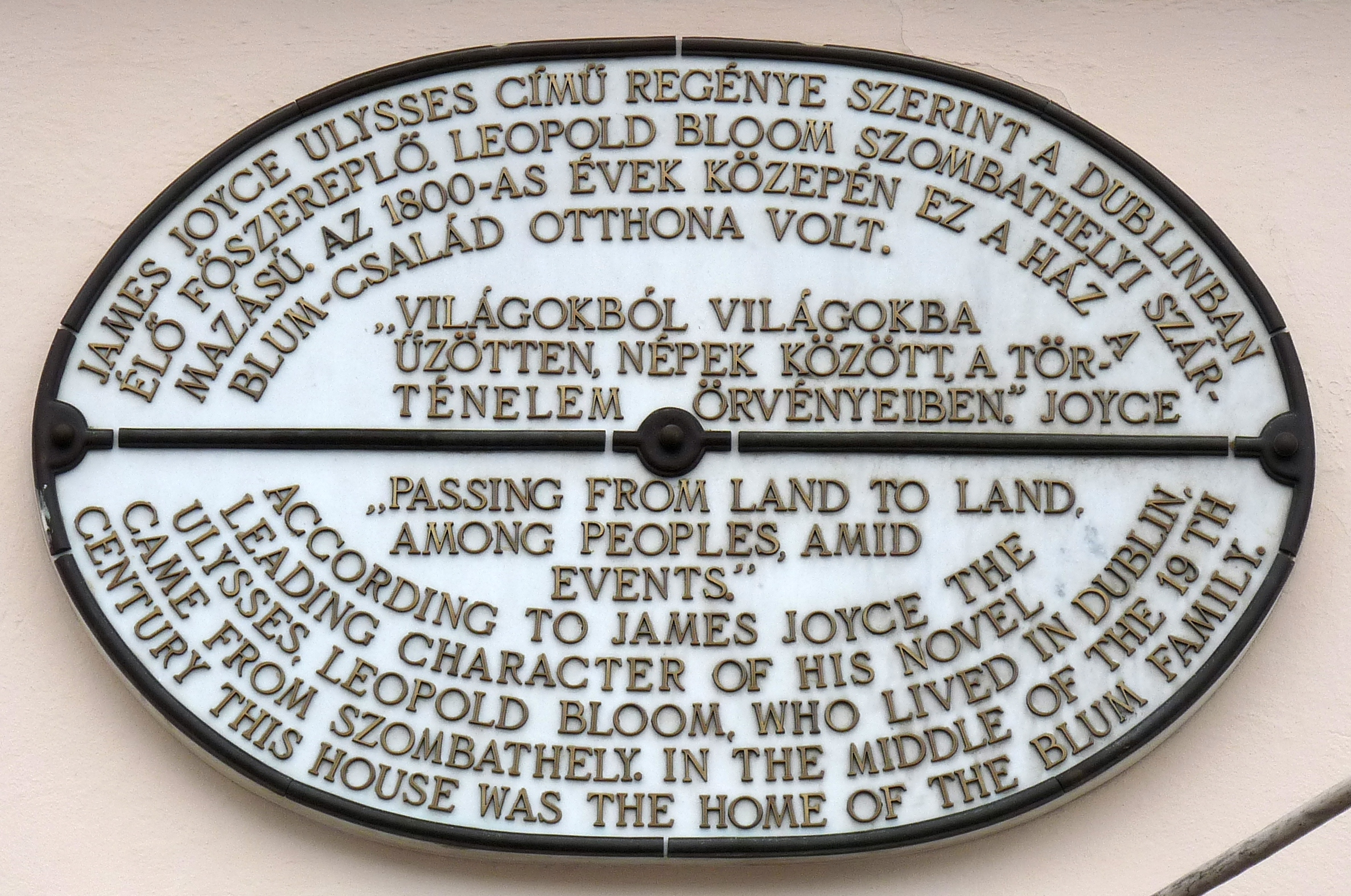
Leopold Bloom Fő tér 40-41.
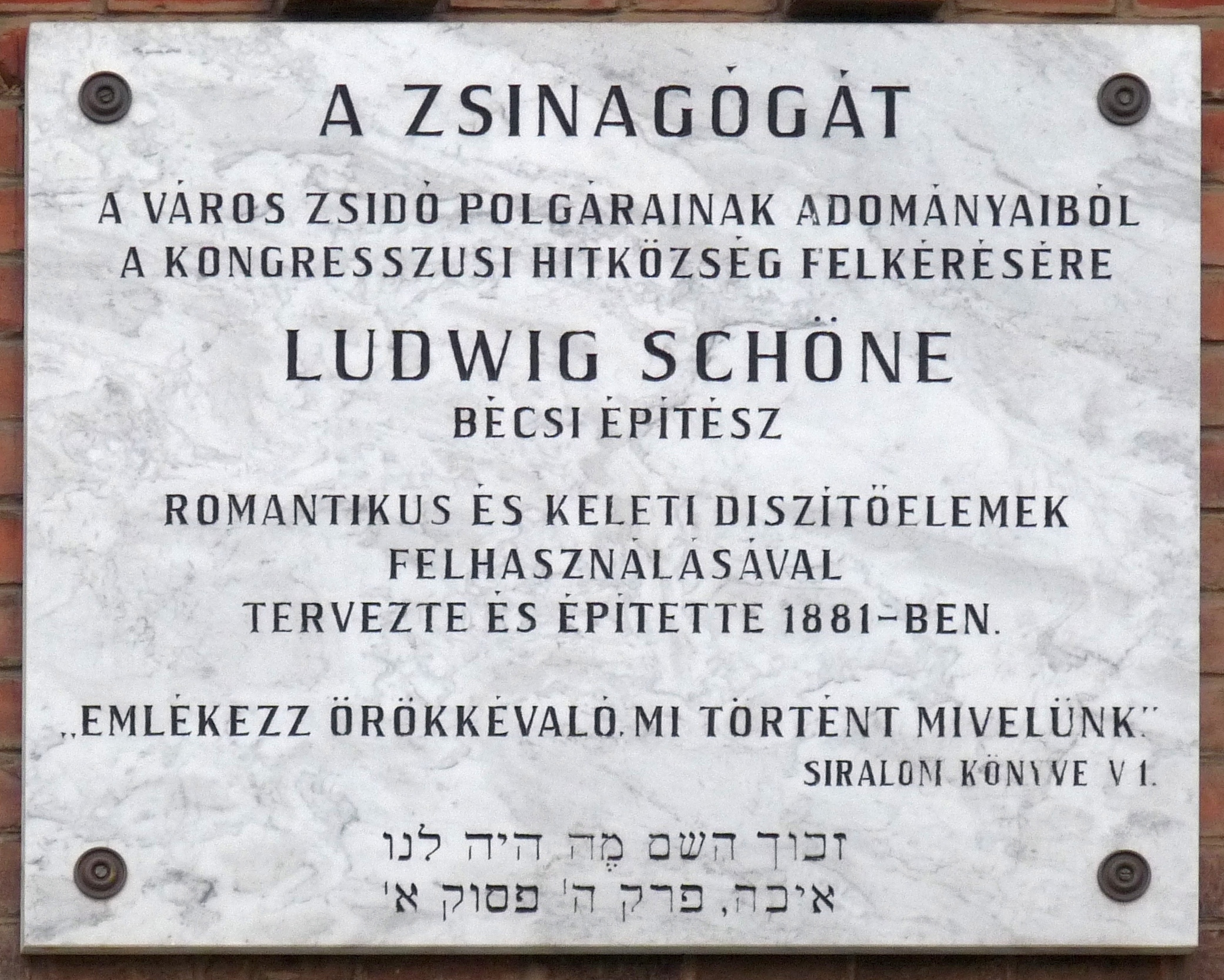
Ludwig Schöne Batthyány tér
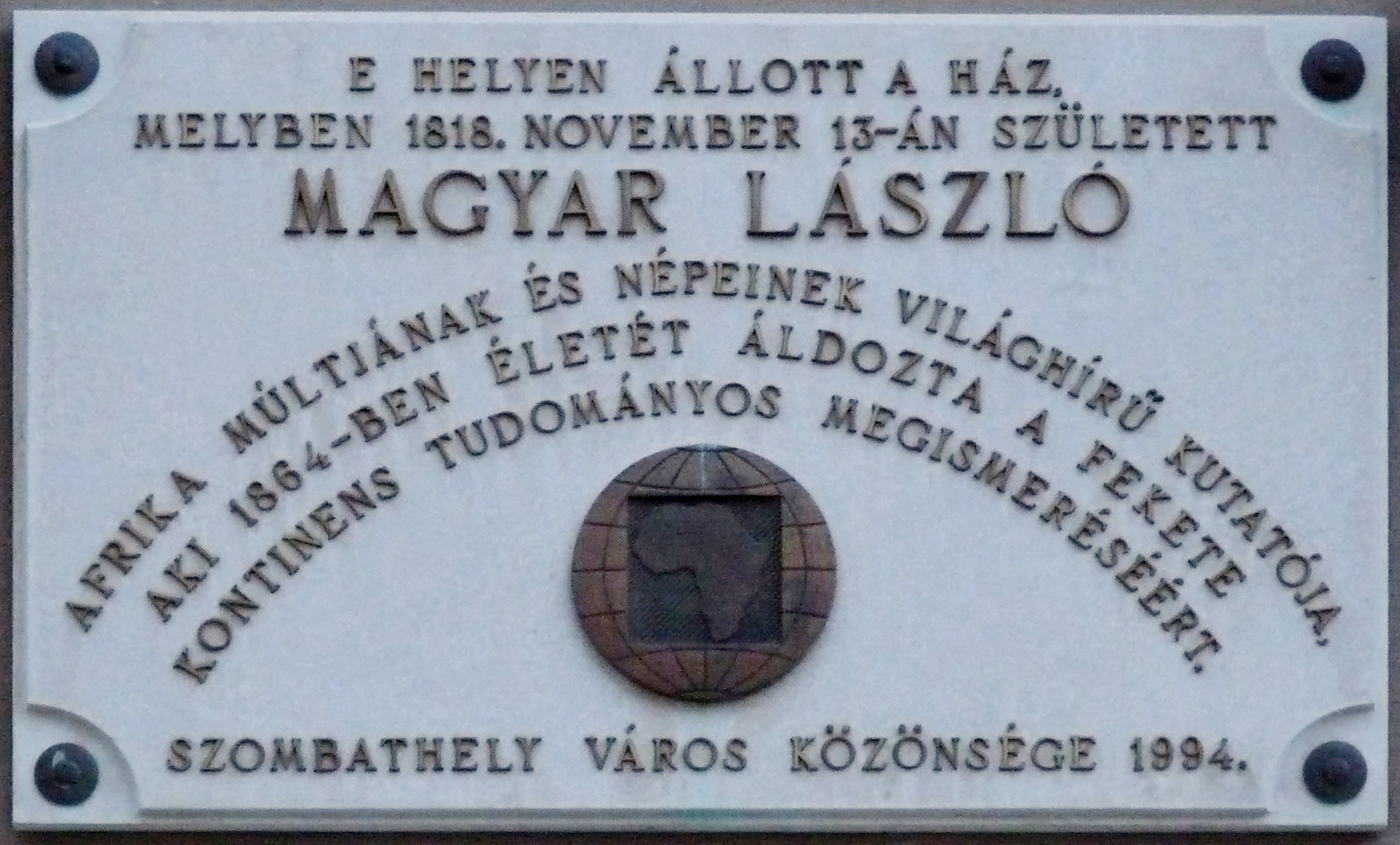
Magyar László Kossuth Lajos utca 29. alkotó: Tornay Endre András
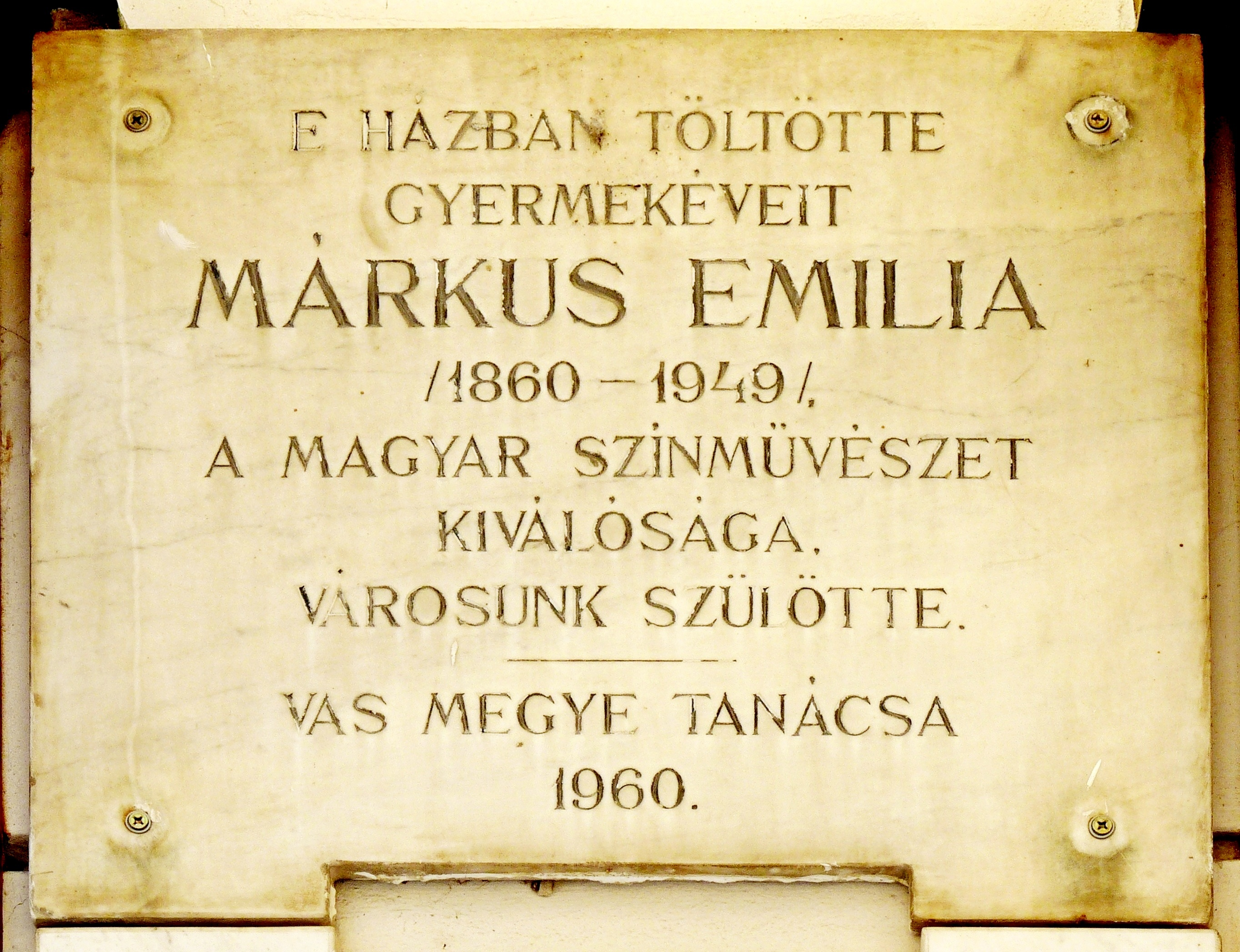
Márkus Emília Fő tér 25.
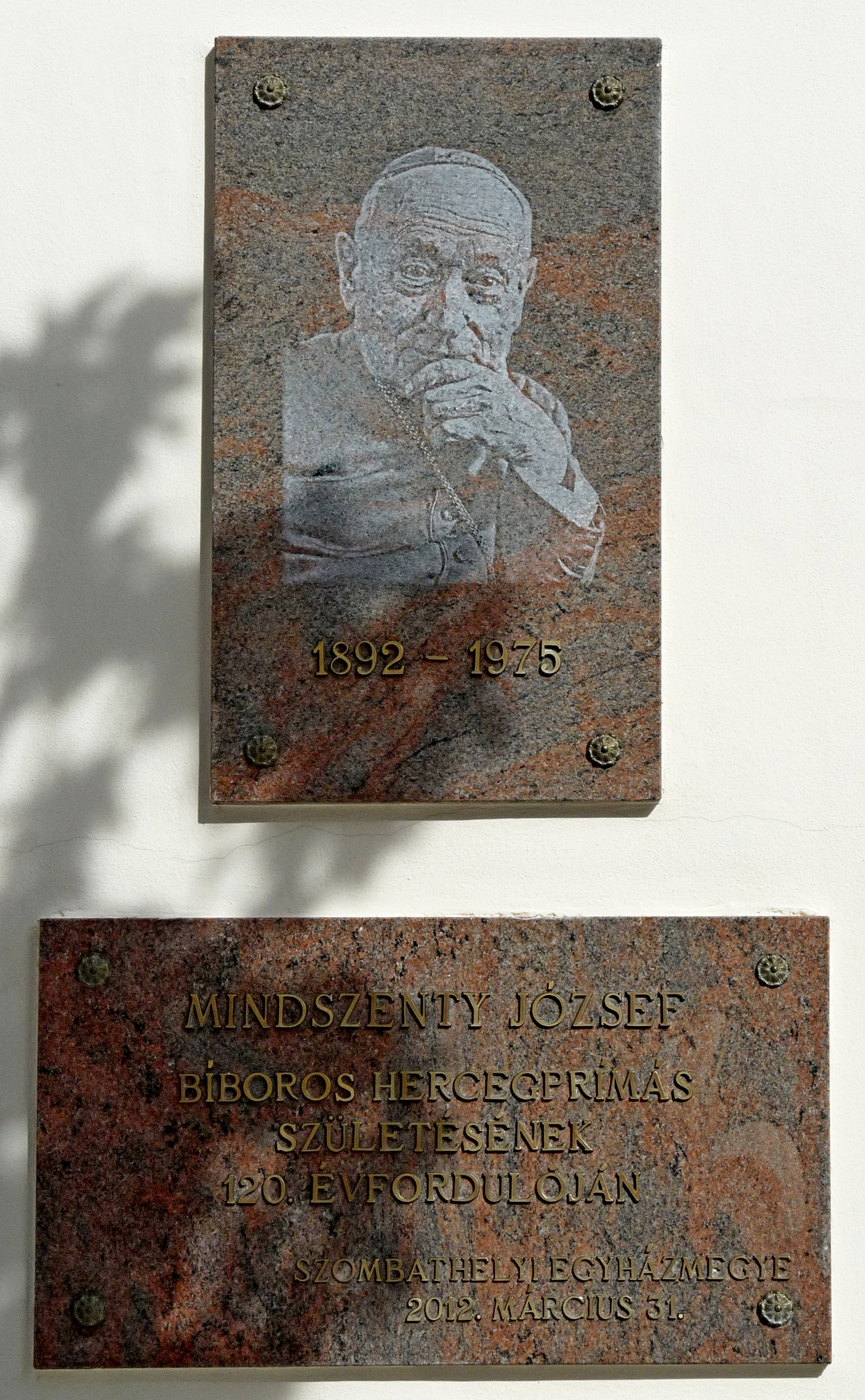
Mindszenty József Mindszenty József tér
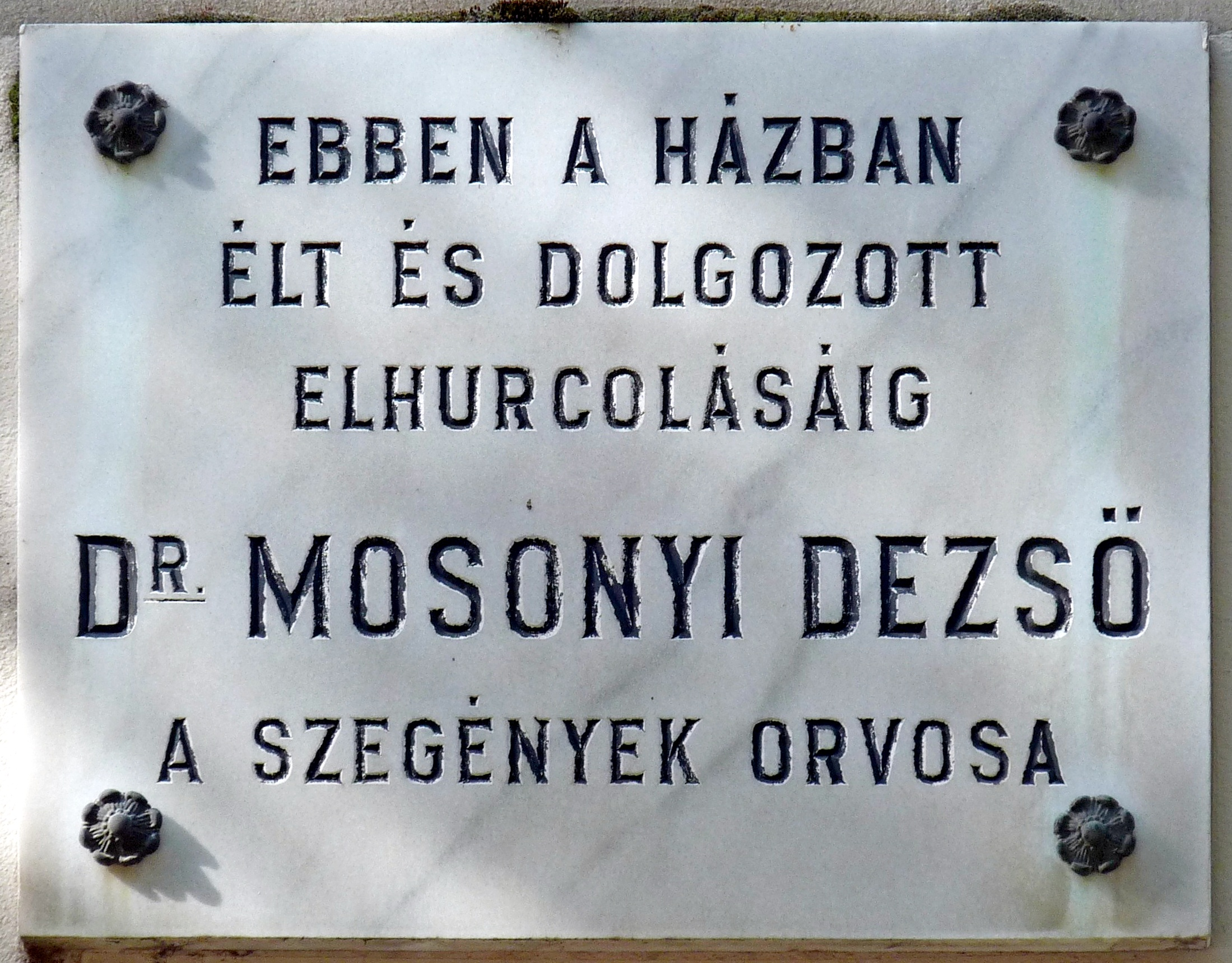
Mosonyi Dezső Király utca 1.
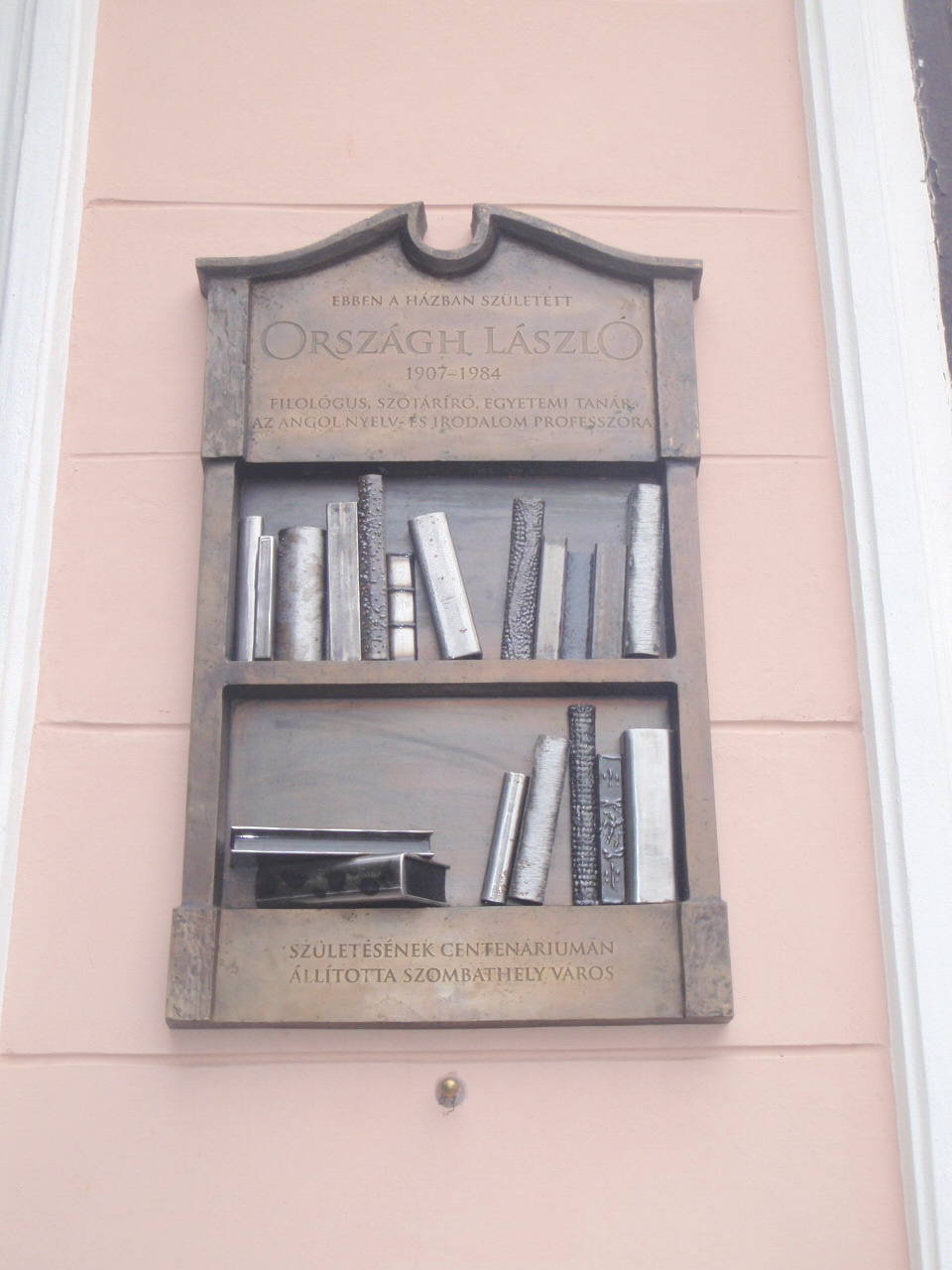
Országh László Zrínyi utca 9. alkotó: Koller László
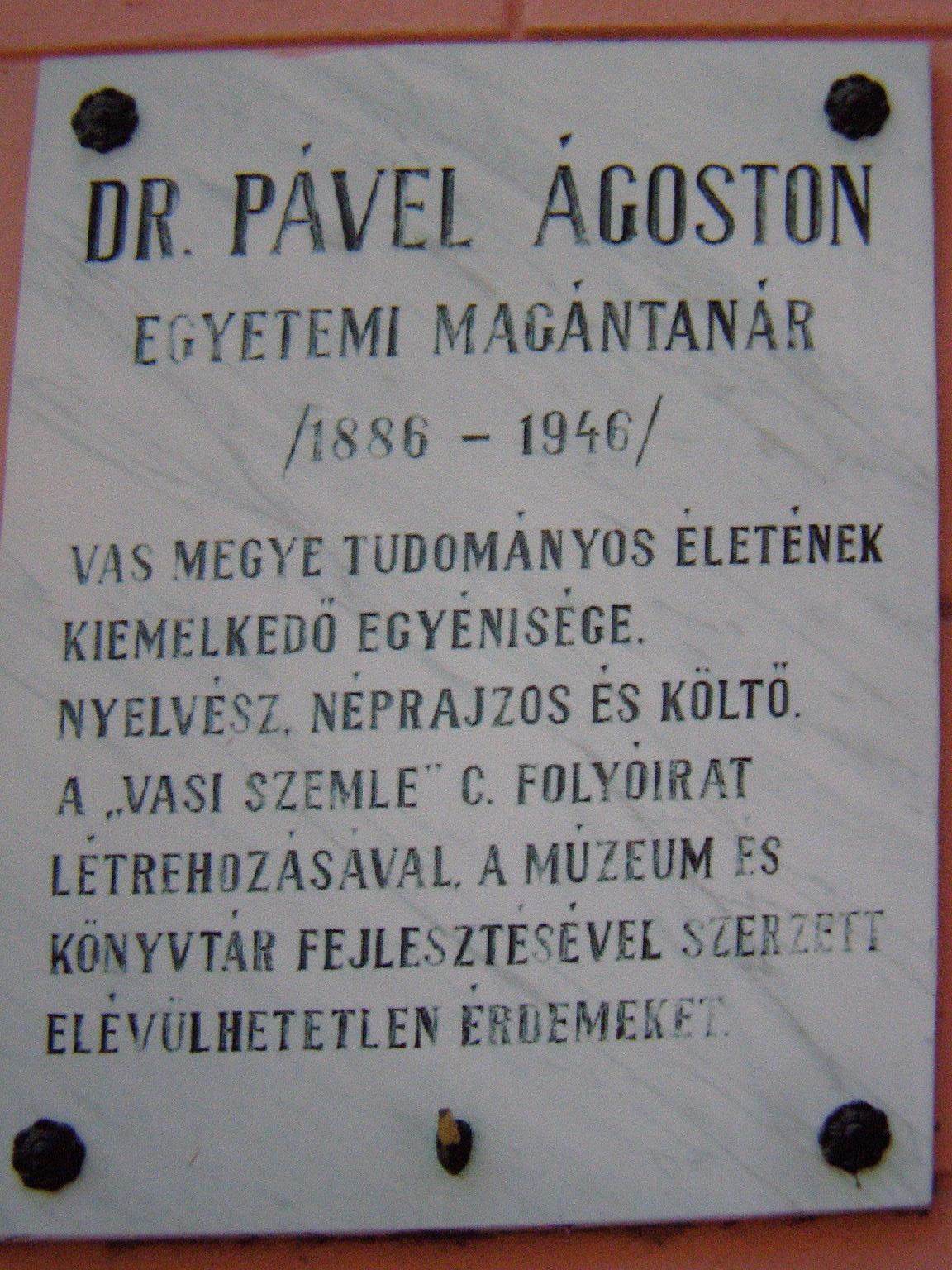
Pável Ágoston Szent László király utca 5.
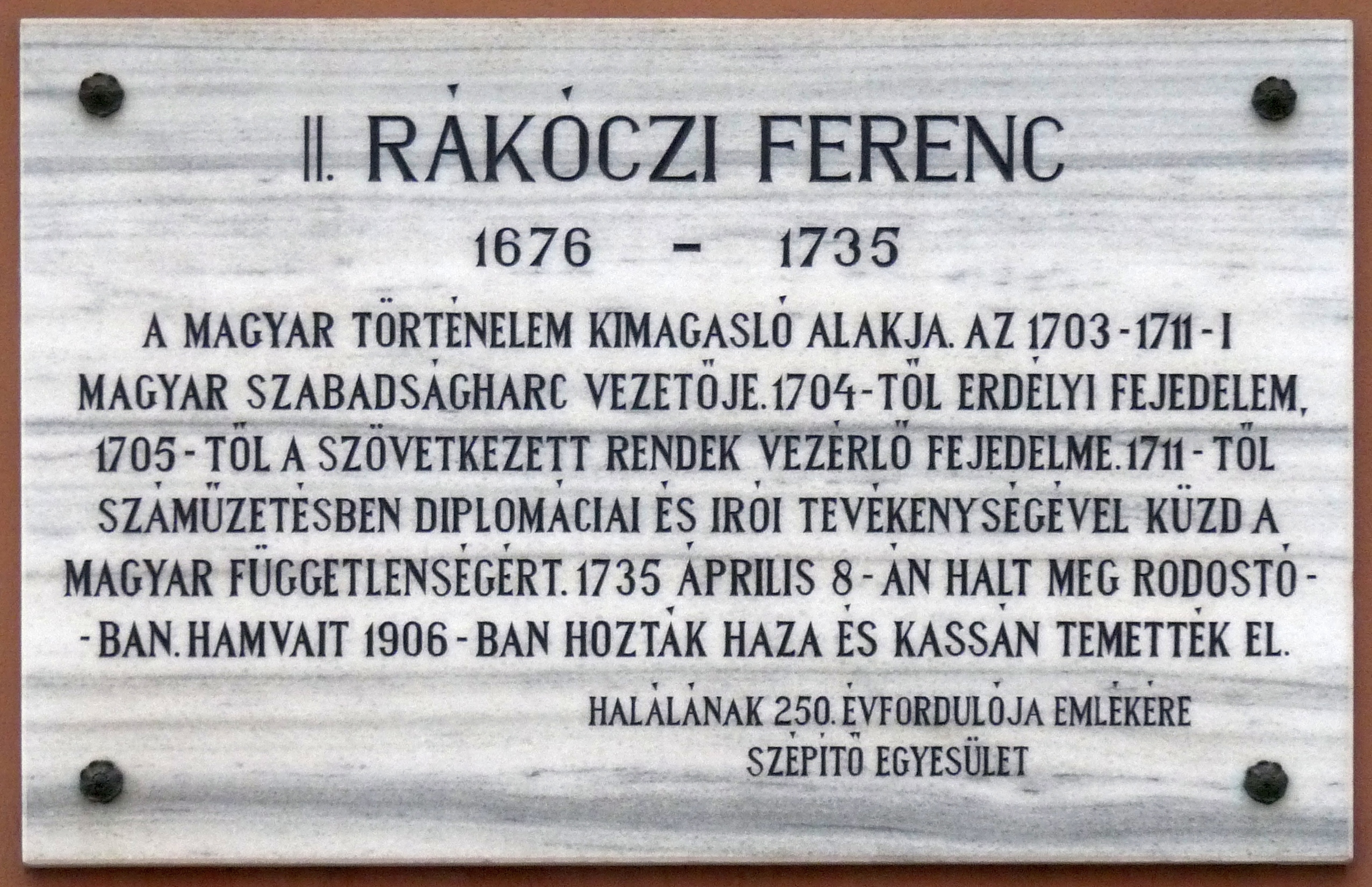
II. Rákóczi Ferenc II. Rákóczi Ferenc utca 14.
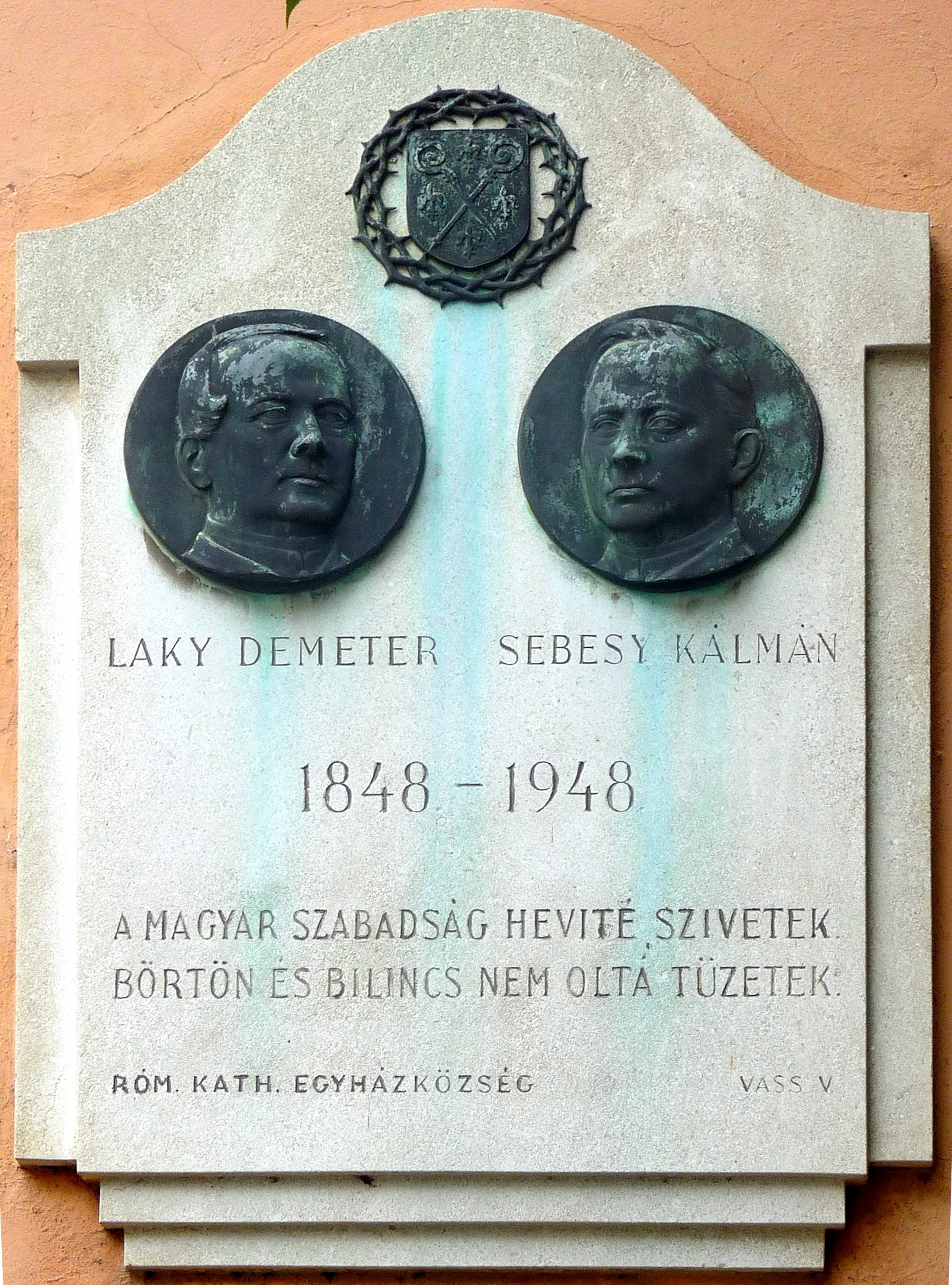
Sebesy Kálmán Hollán Ernő utca 2. alkotó: Vass Viktor
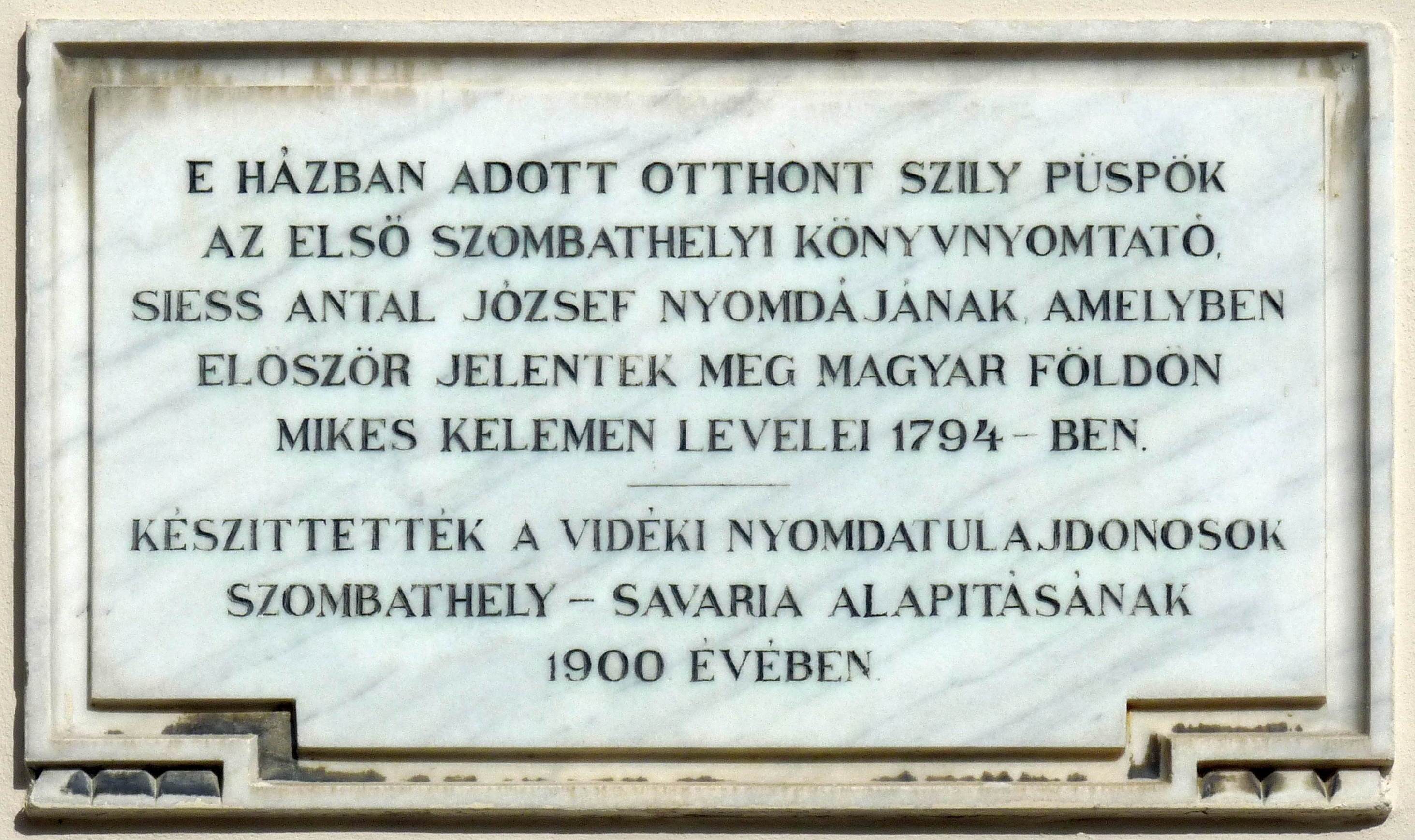
Siess-féle nyomda Szily János utca 1.
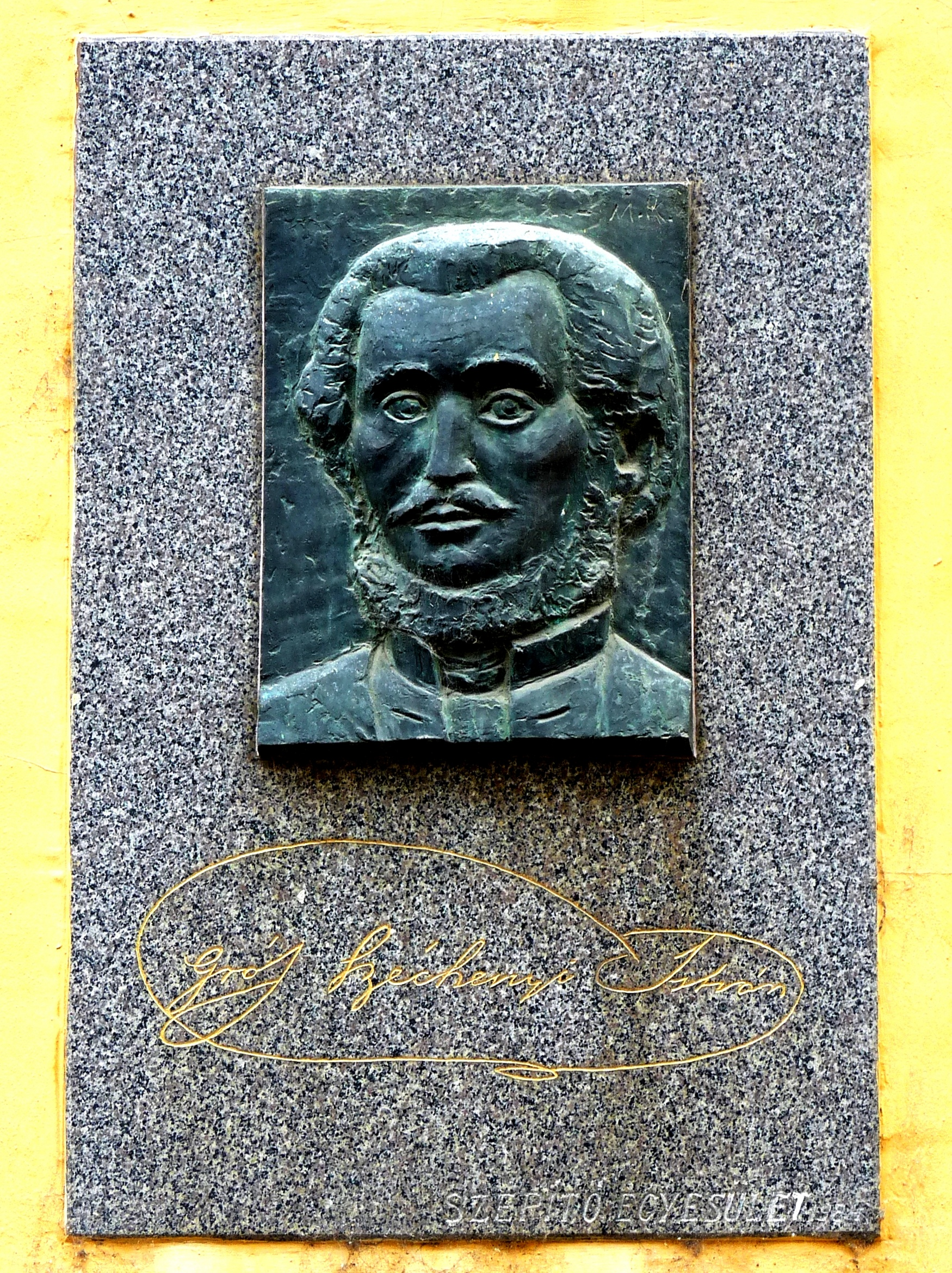
Széchenyi István Széchenyi utca 4. alkotó: Majthényi Károly
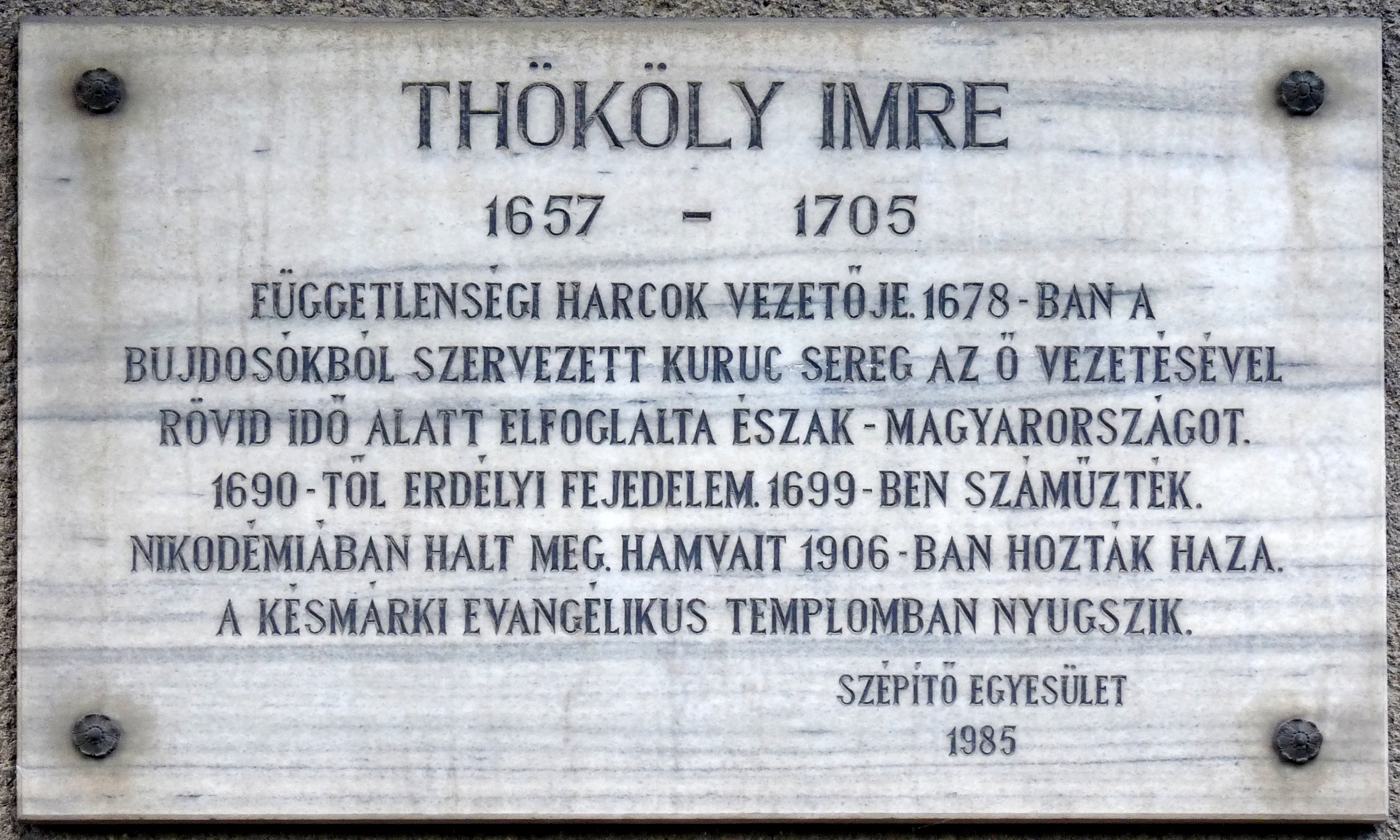
Thököly Imre Bejczy István utca 1-3.
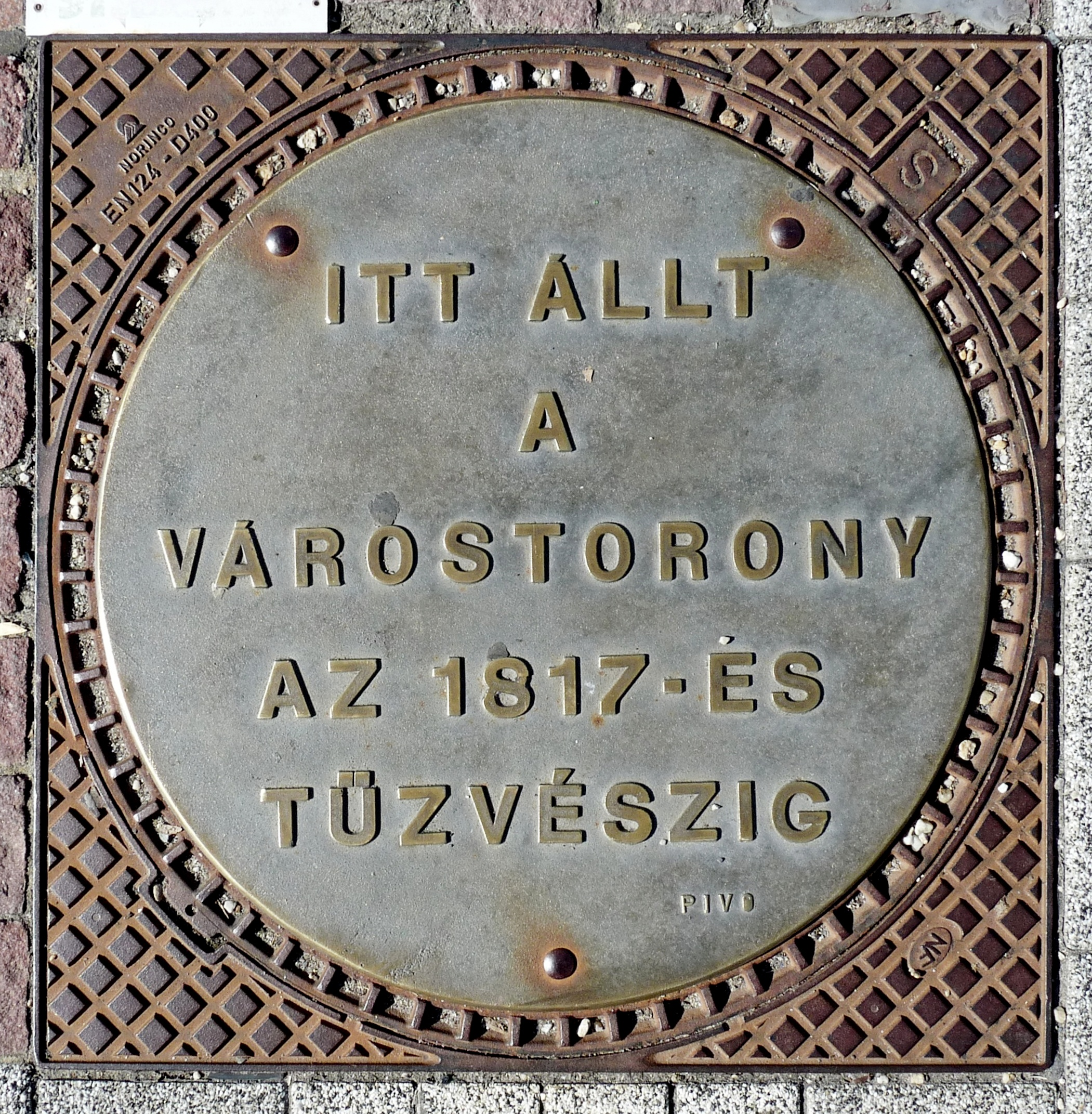
várostorony Fő tér

### Botlatókő

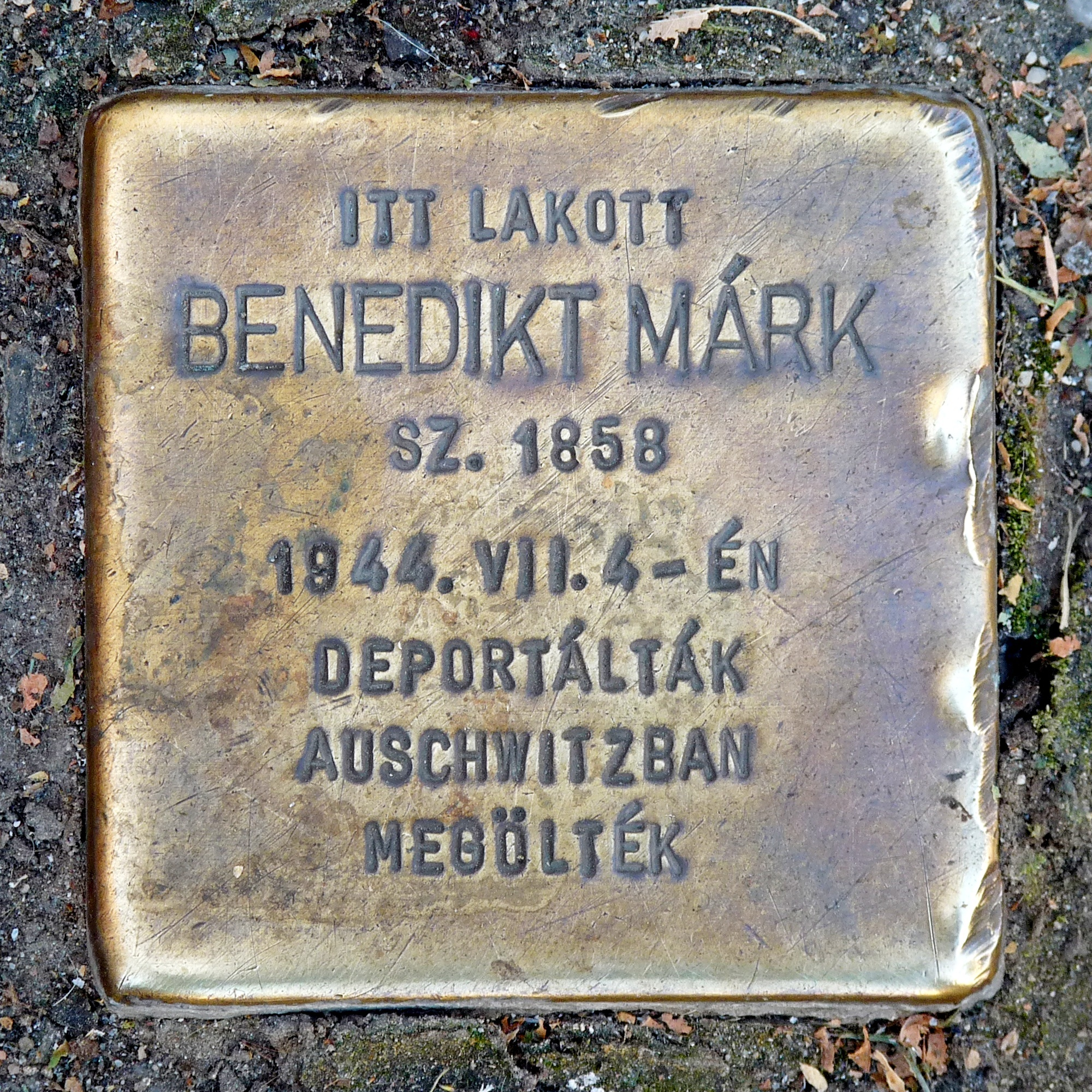
Benedikt Márk Thököly Imre utca 46.
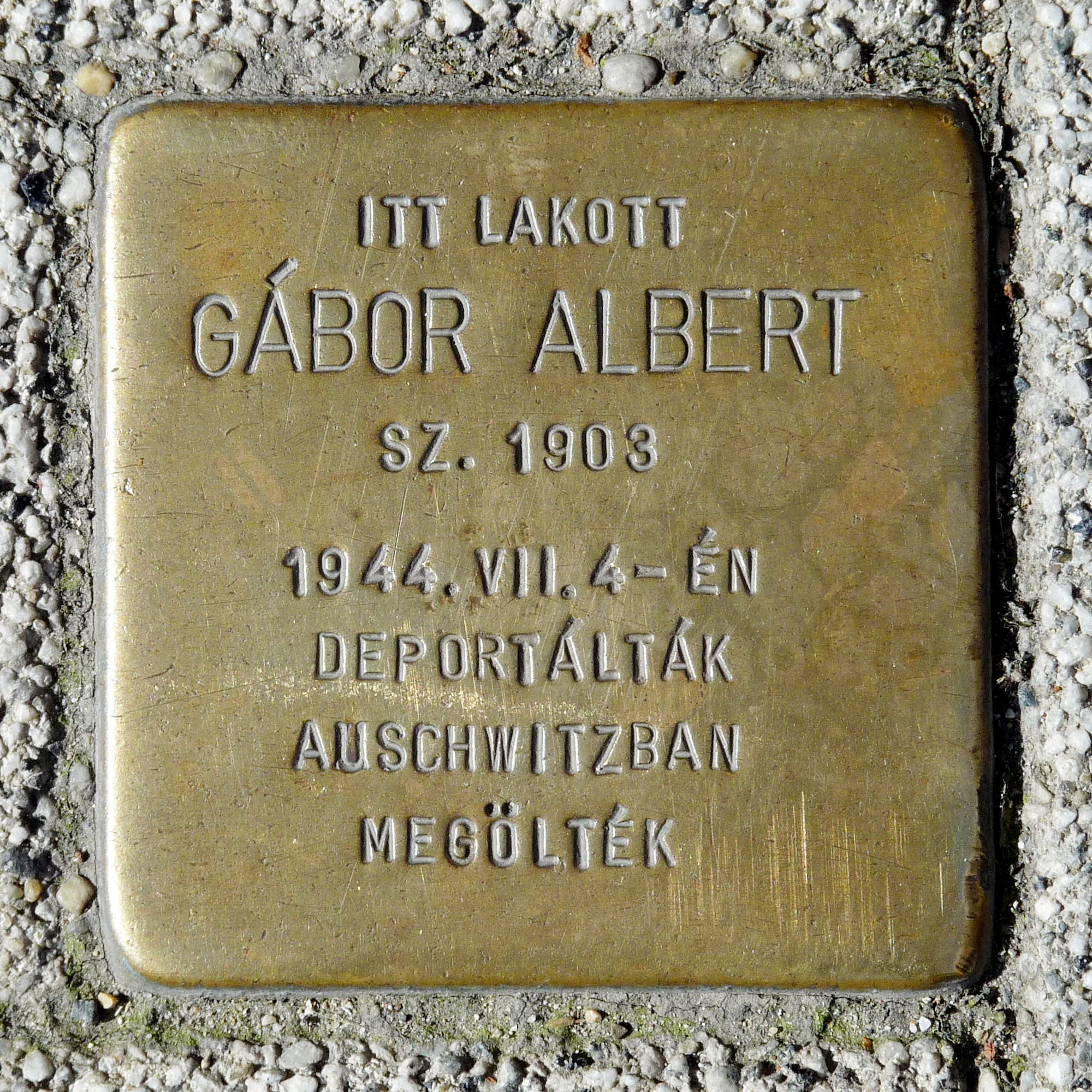
Gábor (Grósz) Albert Király utca 9.
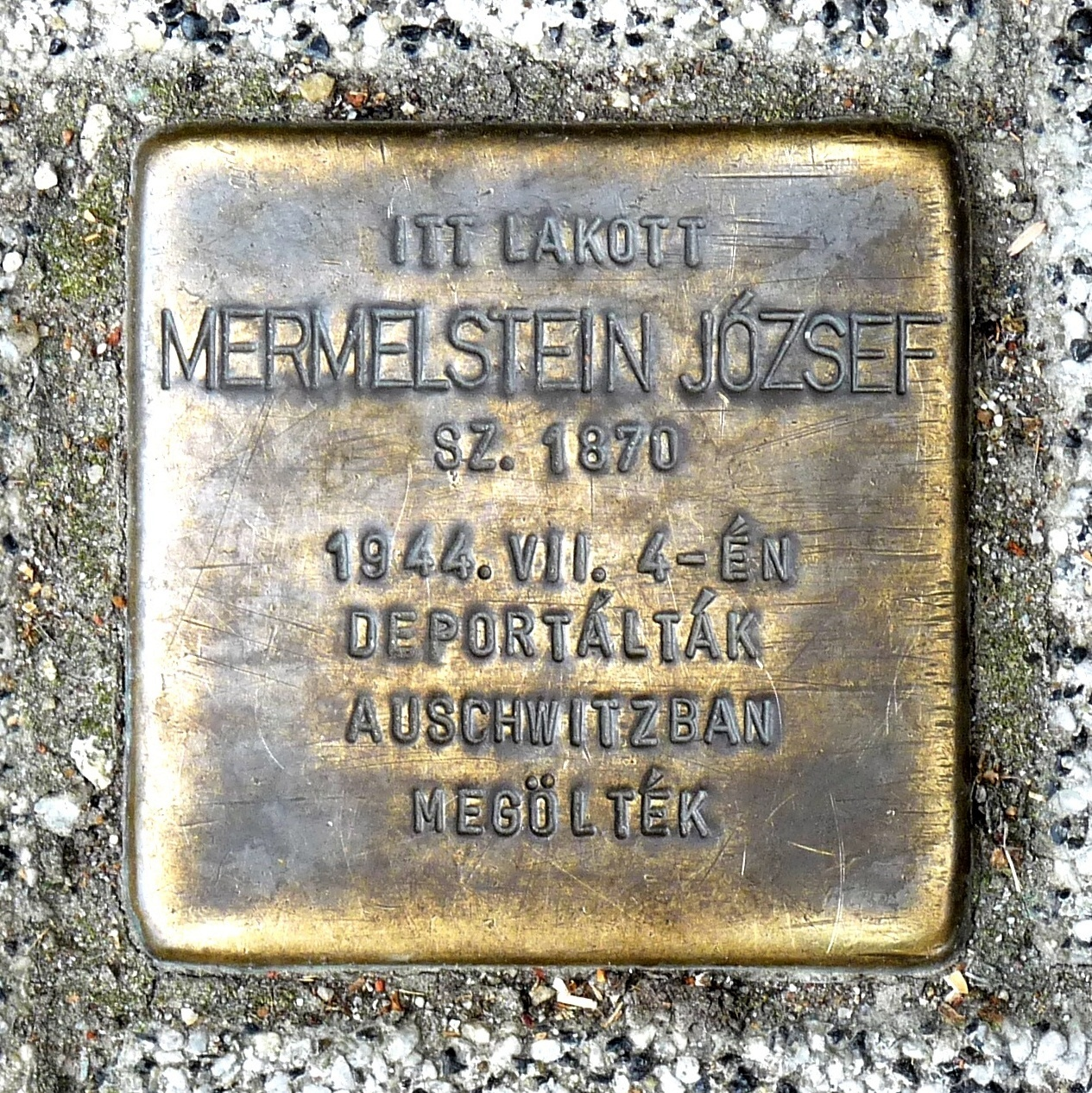
Mermelstein József Fő tér 5.
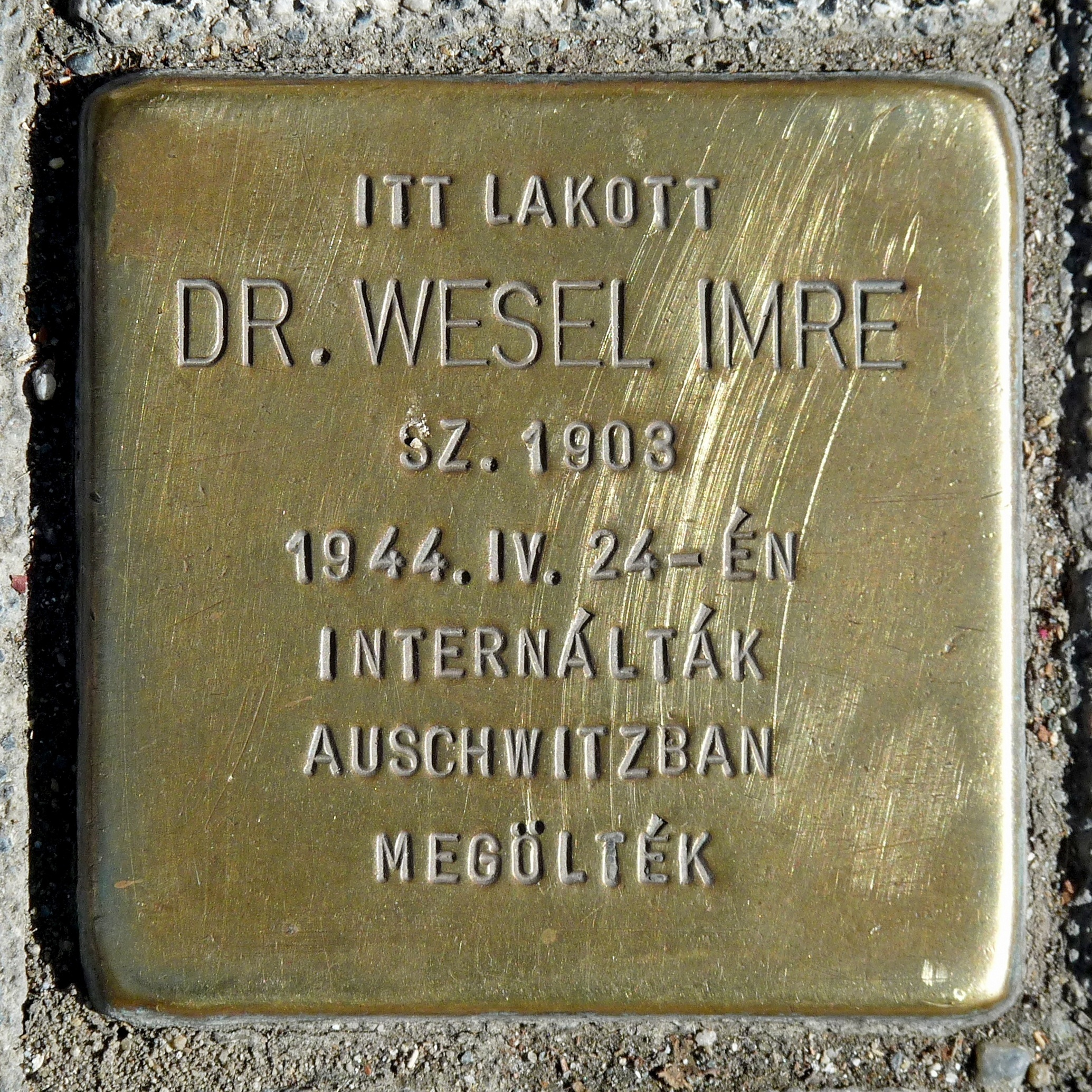
Wesel Imre Bejczy István utca 1-3.

## Utcaindex
| Aréna utca (1.) bombázás áldozatai, elüldözött ferencesek (8.) klasszicista lakóház (10.) Kristóf Ágota Bejczy István utca (1-3.) Thököly Imre, Wesel Imre Batthyány tér (–) a holokauszt áldozatai, Ludwig Schöne Berzsenyi Dániel tér (1.) Béri Balogh Ádám Fő tér (–) városháza (5.) Mermelstein József (25.) Horvát Boldizsár, Márkus Emília (40-41.) Leopold Bloom Hollán Ernő utca (2.) Laky Demeter, Sebesy Kálmán (8.) Finta Sándor Király utca (1.) Mosonyi Dezső (9.) Gábor (Grósz) Albert Kossuth Lajos utca (29.) Magyar László | Mátyás király utca (4.) Derkovits Gyula Mindszenty József tér (–) Mindszenty József II. Rákóczi Ferenc utca (14.) II. Rákóczi Ferenc Széchenyi István utca (2.) Edelman Benő, Kárpáti Kelemen, Kunc Adolf, Lipp Vilmos (4.) Széchenyi István (6.) Kenedics József Szent László király utca (5.) Pável Ágoston Szily János utca (1.) Siess-féle nyomda (2.) Bitnitz Lajos Thököly Imre utca (46.) Benedikt Márk Zrínyi utca (9.) Országh László |